# 太鼓の達人の登場人物一覧
太鼓の達人の登場人物一覧（たいこのたつじんのとうじょうじんぶついちらん）では、音楽ゲーム『太鼓の達人』シリーズに登場するキャラクターについて記載する。

## 概要
和太鼓をモチーフにしたゲームのとおり、日本のお祭りに見られる風俗をモチーフにしたキャラクターが数多く登場する。画風はデフォルメされたベクターイメージ調のもので統一されている。デザイン作成者は横尾有希子。

## キャラクター一覧

### 和田家（わだけ）
どんとかつの身体である和太鼓の製作者の知人宅。東京都大田区糀谷と蒲田の間辺りにあり、お祭りが開かれるたびに盛り上がっている。
和田どん
声 -  山田ふしぎ（AC1 - AC6、CS1 - CS3） / ならはしみき（AC7 - 、CS4 - ） / 鉄炮塚葉子（クレイアニメ） / 城内由茄子（アニメば〜じょん!）
本ゲームの主人公で、愛称名は『どんちゃん』。 太鼓に「たましい」が宿ったのは2000年3月3日。本体である「たましい」の生年月日は不明。
ゲーム中は主に1Pが操作する。北陸のとある太鼓工房で丹精こめて作られた和太鼓を、ドンだーが叩いたことで魂が宿って生まれた。顔の色は朱色。太鼓の魅力を広めるためにかつと共に小松空港から飛行機に（一旦手荷物として預けられ羽田空港まで輸送される形で）乗って上京し、和田家に居候するようになった。今では町の人気者になっている。普段は明るいが、ノルマクリア失敗などで、拗ねることも多い。かなりの大食い。「恋の処方箋」の曲の説明にて本人曰く、恋の病を患ったことがあるらしいが、医師に風邪薬を渡されて、これで治ると勘違いして喜んでいた。『DS』以降では自分の部屋を持ち、『DS2』ではその上に太鼓道場を作り、そこに入門してきた新米ドンだー（プレイヤー）と共に道場破りの旅に出ることになる。
『Wii』では「思い出アルバム」で幼少期からどんの成長を歩むことになる。生まれたばかりの頃と幼少期には普通に過ごしていたが、ヤンキーの友情ドラマを見たことをきっかけに、ツッパリにグレてしまい、学生時代のドコン団一味と仲良くなる。その後、どん子の強烈パンチでドコン団もろとも遠くへ吹っ飛ばされ、そのまま札幌市まで飛ばされてしまい、東京の糀谷まで帰る際に青森県のねぶた祭りといった各地の祭りを見て、お祭りの楽しさを思い出し更生する。
『ぽ〜たぶるDX』では突如大田区から各都道府県に飛ばされてしまい、みこと共におみこし道場を盛り上げていくが、対する他の県から倒したときに発せられる邪悪なエネルギーを受けてしまう。なお着せ替え選択により和田かつカラーになることが可能だが、作中では「どん」と呼ばれる。顔の直径は一尺六寸（48cm）、体重は太鼓1個分（百獣大戦グレートアニマルカイザーのカードでは18kg）、材質はケヤキ。好物は太鼓焼き。特技は工作で、自分たちに着ける装飾品も作成している。一人称は「ボク」。口癖は「〜だドン！」「〜カッ？」。叫ぶ時は「ドンギャーッ！」。
和田かつ
声 -  山田ふしぎ（AC1 - AC6、CS1 - CS3） / ならはしみき（AC7 - 、CS4 - ） / 鉄炮塚葉子（クレイアニメ） / 城内由茄子（アニメば〜じょん!）
本ゲームのもう一人の主人公で、愛称名は『かっちゃん』。太鼓に「たましい」が宿ったのは2000年3月3日。本体である「たましい」の生年月日は不明。
どんの双子の弟で、顔と胴体の色がどんと逆になっており、顔の色は青竹色。顔の直径や材質はどんと全く同じ。ゲーム中は主に2Pが操作するが、業務用、PS2シリーズは好みに合わせて、2P側単体での操作、演奏が可能。どんと違い、大食いではないが、旧ACでの復活連打では和田家の居間に並べられた大量の料理を一気に食べたり、三代目では一定のカレーの量で青い火を吐いたり、四代目ではどんぶり物を最大100杯まで平らげることができていた。
水マリ子やヒヨコといったチビキャラたちに人気がある。自分が主役でないことを悩んでおり、『ぽ〜たぶる2』の「おはなしモード」では主役になったと思ったら夢オチだったり、『DS2』では道場やぶりの終盤に1度だけの登場であったり（本人もメールでその事を指摘している）、『Wii』での「思い出アルバム」では主役どころか双子設定自体がなかったことになっていたり、DS・Wiiシリーズ以降はどんがかつカラーにチェンジできるだけで和田かつ自体は2人プレイ時のみに登場するだけだったり、『Wii3』ではエイリアンアタックのボスの巨大エイリアン接近の警告文の中に「かっちゃんを主役に」が混じっていたり、『3DS2』での「時空大冒険」では物語の序盤にチックンを攫って「時のトビラ」を使って去ろうとするタイムダインにタックルをしてチックンを助け出そうとすると、チックンのパーツがバラバラになった挙句、戦国時代にタイムスリップしたり、『Vバージョン』では、どんと同行しているものの勇者「ドンだー」の才能が無かったため風船連打音符を割る役目しかもらえなかったり、『Wii U3』では主役にはなるものの、ハワイ旅行へ行くはずが不慮のアクシデントにより日本に置き去りにされてしまったりと、兄と比べて扱いが不遇な傾向にある。一方で『3DS1』の「ちびドラゴンと不思議なオーブ」ではフズィーの墓場で太鼓を裏切ってエレキギター演奏者としてどんに挑んできたり、『ドンダフルフェスティバル』ではドンカツおもちゃ大戦で復讐を企んでいた。
『3DS1』では上記の通りボスとして登場してどんに挑んでくるが、倒されたことで正気に戻り、物語終盤でマオウに追い詰められたどん達を助けてマオウ打倒に献身し、勇者と認めてもらえて喜んだ。
『3DS3』ではフィールド上の敵と戦いたくない時にLかRボタンで「かつアタック」と称して敵シンボル目掛けて突撃しデコイとなる役割を持つほか、ストーリーの進行に合わせてフィールド上の障害物を壊せるようになり、冒険を影から支える縁の下の力持ちとなる（障害物が壊せるようになった理由については「皆が寝ている間に筋トレしていた」からと説明している）。 魔法の障壁が壊せるようになるイベントでは、リリィが作った『魔聖水』をジュースと勘違いして飲んでしまったことが語られており、リリィは薬作りに自信がなく「失敗していたら面倒なことになる」旨の発言をしていたが、味に関しては本人曰く「美味しかった」とのことらしい。
好物は焼きそば。特技は絵画。和田どん同様、一人称は「ボク」。口癖は「〜だドン！」「〜カッ？」。叫ぶ時は「ドンギャーッ！」。
バチお先生
声 - 菅沼久義
『1』初登場。2本で1人という、不思議な生き物。どんたちを追っかけて上京。テツオ達の太鼓の師匠。
軽い身のこなしが自慢。材質はブナ。『ドドンがドン』によると長さは1尺3寸 (39.39cm)。現在は行わないが、コンボが決まるたびに紙吹雪を贈っていた。演奏画面の基本的に右下にいる。『七代目』では太鼓仮面として本人ら曰く姿を隠して登場するが、見た目で完全に解ってしまっている（しかしその後も「生き別れた兄弟」などと言ってごまかしている）。
『コミックボンボン』版ではスイカ割りの棒にされる、和田イヌに歯磨き棒にされる、キャンプファイヤーにくべられるなど不遇な扱いをされることが多い。
和田イヌ
声 - 不明
『1』初登場。和田家で飼われている礼儀正しい柴犬。
白いほっかむりが特徴。二足歩行が可能で、掃除や料理と言った和田家の家事を担当している。得意料理は煮物（特にタコ）であり、『四代目』では数秒で丼物を作り上げている。
和田家の庭には自身が元々使っていた犬小屋が今も残っている。
作品によっては喋ることができ、その際には語尾に「〜ワン」と付ける（和田ジョンも同様）。
和田ジョン
声 - 不明
『1』初登場で『春祭り』まで名前がなかった。
和田イヌの腹違いの弟の黒柴だが、訳あって野良犬になっている（しかしDS作品のメールでは偶に兄に会っている模様）。赤いほっかむりが特徴。兄である和田イヌとよく肩車や勝負をしている。子犬の頃に外国船に迷い込み2年間世界中を転々としていたことからバックパッカーの経験を持ち、『ドンダフルフェスティバル』では料理やキューバで習得したコンガの演奏も得意であることが判明した。翻訳された際の一人称は「オイラ」。
和田テツオ
声 - 大久保紘臣 (Wii U3)
『4』初登場。初登場時5歳、現在は小学3年生。
活発で騒がしいというワンパク坊主。根は素直でおじいちゃん思いの優しい孫であり、『七代目』では運動神経抜群で頭も良いという文武両道っぷりを証明した。長男でなく次男という設定だが、兄の存在は『春祭り』のオープニングでそれらしき人物が確認できるのみである。和太鼓教室に通っているが、お祭り宛に練習をしばしばサボっているらしい。
『DS2』ではおじいちゃんに代わって「毎日うでだめし道場」を任されている。『ファミ通DS+Wii版』ではデザインが大きく異なっている。
おじいちゃん（フルネーム：和田喜与志）
声 - 耒嶋丈晴 (Wii U3)
『4』初登場。初登場時74歳、『六代目』のとき喜寿を迎えたことで、現在78歳。テツオのおじいちゃんで、和田家のご隠居。ちょうちんうなぎとは旧知の仲。和田家に関しては大黒柱でなくご隠居という設定。テツオには「ワンパクでも良いからたくましく育ってほしい」と願っている。
『DS』では「毎日うでだめし道場」に登場し、『DS2』の「道場やぶり」では自ら作った渦から7つの島に行き太鼓道場を開いた。
『3DS1』ではエンディングに登場。風呂上がりの直後の模様で、ハーモニー王国から和田家の脱衣所（風呂場はハーモニー王国に繋がるゲートとなっていた）に帰ってきたことに驚いていた。
すずどん
『1』初登場。神社の鈴。
いつの間にかメンバー入りしていたちょうちんうなぎ一行の一員であったが、和田家の居心地が良くそのまま居候している。
和田ミミズ
どんのペット（乙女）で、和田家の庭にある植木鉢を寝床にしている。花をくわえており、言葉は話さないが、恋愛相談役でもあり、体を伸び縮みして表現している。うーちゃんが天敵（？）。
クレイアニメでは和田どんが植木鉢から現れたミミズを嫌っていたが、ミミズの用意していた翻訳機電話を通じて打ち解け、仲良くなった。
うーちゃん
ウグイス。『アニメスペシャル』初登場。『六代目』まで名前がなかった。
和田家の庭でさえずりを奏でていたところをかつが話しかけて友達となる。好物は虫。
だるまさん
『アニメスペシャル』初登場。福を呼ぶ4色のだるま。すずどんたちが勝手に黒目を入れたら魂が宿った。
どん（かつ）から登場する時のアクションが転がるのと横に回るパターンの2種類あった、当時では珍しいキャラである。話し方は語尾に「ごわす」をつける。
けんだま
『七代目』初登場。
上野のおもちゃ屋さんでテツオがおじいちゃんにおねだりして買ってもらった。テツオが初めて「とめけん」に成功した日から魂が宿ったらしい。

### 高橋家
和田家の隣にある。
はなちゃん（高橋はな）
声 - 内田侑里奏(Wii U3)
『三代目』初登場（『4』のデモシーンや『春祭り』のOPでも現在より幼い姿で登場している）。テツオより1つ年上。長女でなく次女という設定だが、姉の存在は『春祭り』のオープニングでその茶髪らしき人物が確認できるのみである。
書道が得意で、免許皆伝の腕前を持つほど。運動や料理もできるようで、踊り子の演出でチアガールになったり、家庭用ではどん子とケーキやクッキーを作っている場面がある。携帯電話に夢中になっているらしく、ACのバーコード読み取り画面などで見せている。
猫と杓子
猫 - 不明 / 杓子 - 疋田涼子
高橋家の猫と、宮島出身の杓子で、いつも二人は一緒。杓子は、はなちゃんの姉が修学旅行で広島県に行ったときに買ってきた物で、裏に『必勝』と書かれている。初期の踊り子ではテツオ、はなちゃんに続き、3番目に登場しており、現在はテツオ、はなちゃんと同時に登場している。
杓子は気さくそうに見えて「ワシ」、「～じゃけん」と広島なまりに喋り、猫は喋らないが、同じ猫のニャンキーとあまり仲良くない。

### ちょうちんうなぎ一行
普段はお祭り屋台を主催するちょうちんうなぎを頭に、全国巡業している。ちびキャラが多い。
ちょうちんうなぎ
声 - 菅沼久義
『初代』初登場。頭に提灯があるおじさんうなぎ。静岡県浜松市浜名湖出身で、あだ名は「夜のお菓子」。一人称は「おれ」肌の色は水色でよくハッピを着ている。
かめとイカを弟子に屋台を営んでおり、全国を巡り歩いている。様々な商品（たこ焼きやひよこなどの一部チビキャラたち）を幾つも従えており、演奏中の成功判定に貢献している。和田家のおじいちゃんとは旧知の仲。
三代目のミニゲームでは、なぜかメカドンを掌握していた。踊り子時にはドジョウすくいの動きをとっており、後作品では別の踊りも披露している。本人は美声と言うが、歌は音痴。
かめ
声 - ならはしみき
『初代』初登場。ちょうちんうなぎの一番弟子で、ちびキャラたちの兄貴的存在。前掛けがチャームポイントのミドリガメ。最初期は浴衣を着用していた。
声が高く「へい！おやびん」が口癖で、初期は「かめは万年いきまんねん！」と口癖が異なっており、現在の口癖は「～であります！」となっている。
得意技はバルーンアートで、『ぽ～たぶる2』では本格的にその腕前を発揮する。「おはなしモード」でどん子のことが好きと判明するも、どん子本人はどんに夢中なので、茨の道である。
イカ
声 - 不明
瑞瑞しい新鮮さを売りにしているが、たこ焼きの焼き加減を見て「自分も香ばしくなるのでは?」と将来に不安を覚えている生焼けのイカ。チビキャラではなく、かめと同様ちょうちんうなぎの弟子で踊り子。
『六代目』のミニゲームでは焼かれてしまう。
「イカしたもの」を好み、テーマソングや手紙、メールの内容や『ちびドラゴンと不思議なオーブ』では性別はメスである模様。「PSP2」では、驚くと頭が取れてしまう。
初期の「AC2」までの踊り子のイカのデザインが異なり、人形のイカ単体で登場しており、踊り方も1と2で異なる。
後に家庭用は「初代」、「春祭り」まで。業務用は「AC3」から「AC4」までは、小さいイカを加えた二人一組となったが、それ以降の作品でのイカは、小さいイカ単体となっている。「春祭り」までの解説書では初期デザインのイカが主体となっており、「初代」のミニゲームマラソンでは前者のイカ単体のみが走っていた。
以下はチビキャラクター。演奏中の音符成功判定により、飛び出す。
たこ焼き
声 - 諸星寛司 (Switchば～じょん)
『1』初登場。大阪出身の10人兄弟。串にプスリと刺されることが好き。
『Taiko: Drum Master』の説明書では「Rumor has it there were originally 11,but that's never been verified.」(もとは11人兄弟であったという噂があります、しかし、それは確かめられていません。)と記述されている。
「五代目」収録のテーマソング「タ・コ・タ・イ・コ」では、踊り子がイカ、飛び出すチビキャラがたこ焼きに固定される。
「PSP2」では、従来通りランダムとなる。
ひよこ
『1』初登場。縁日のカラーひよこ。戦隊物にあこがれてピヨレンジャーを結成。性別はみんなオス。
「ぽ～たぶる2」の「おはなしモード」ではかつがピヨレンジャーに「かつレッド」として一時加入した。その時の敵はどんとかめ。
クレイアニメでは孵化前からピヨレンジャーを結成しており、自分たちが入っていたタマゴを食べようとしたメカドンを敵視し、成敗したがすぐに打ち解け、「ママ」と呼んでいた。こちらではピンクのヒヨコのみがメス。
水マリ子
『1』初登場。ピンクの水風船で、チビキャラたちにとってはアイドル的存在。
かつに思いを馳せている。他の色（3色）も存在し、コーラス隊としてよく登場する。
きんぎょ
金魚すくいの金魚。
見た目・色は様々ですくわれてもひょうひょうと泳ぎ回っている。夏にしか活躍できないので、冬になると寂しい日々を送っている。
ちょうちん
縁日の提灯。無表情だが仕事はきっちりこなす縁の下の力持ち。
初期からオリジナル曲の歌詞で登場していたがチビキャラの中で目立った活躍はない。
わたがし
縁日の綿菓子。他にも色が多い。
チビキャラの中で目立った活躍は無かったが、新筐体以降に登場した「くすだま」の中にひよこと共に飛び出している。
バルーン
『アニメスペシャル』初登場。
かめのバルーンアートにより、しばらく魂が吹き込まれる「キリン」「ダックスフント」「プードル」の3種類がある。
おりづる
『七代目』初登場。かめが折ったことでたましいが吹き込まれたらしい。

### 区立和太鼓研究所（通称「わだけん」）
メカドン
声 - ならはしみき / 鉄炮塚葉子（クレイアニメ） / 城内由茄子（アニメば～じょん!）
『ドドンがドン』初登場。人類史上初の和太鼓メカで、道端に打ち捨てられていた古いケヤキ製の和太鼓を「わだけん」が改造し、メカとケヤキのハイブリッドである世界初のメカ太鼓として生まれ変わった。一人称は「ワガハイ」。
初めは家庭用ミニゲームのみの登場で、どん、かつのライバルだったが、『四代目』以降はオートでどんに代わって登場するようになる。また『Wii2』ボス戦の最初の相手にもなっている。『PSP2』の「おはなしモード」では何体も作られていたことが判明した。
『Wii』の「おもいでアルバム」に至っては、誕生した経緯が描かれず、不良になったどんを更生させるため遠くへ吹っ飛ばしたどん子の案で、どんと置き換わる形で突然現れた。一度どんが更生して帰ってきても、太鼓界からこだまが押し掛け、そのままどんのたましいを持ち帰ってしまい、普通の太鼓になった際に、再びどんと置き換わる形でメカドンが突然現れる。
頭からミラーボールを出したりやジェット噴射できる反面、『七代目』のエンディングでは１＋１の簡単な計算問題を解こうとして機能停止するなど頭はそれほど良くない。ミラーボールはオートのゴーゴータイム時に出している（『3DS1』以降はゴーゴータイムの時にどんと同じ動きになる）。最初期はメカにもかかわらず水虫持ちの設定で、走るのは苦手だった。
クレイアニメでは、どんとかつを倒し、世界征服をする悪の太鼓ロボットとして登場したが、ピヨレンジャーに成敗された。
音羽博士
声 - 長嶝高士
『春祭り』の説明書で初登場。ゲーム内には『七代目』『DS2』『Wii2』で登場。メカドンたちの生みの親で、「わだけん」の所長。名字は『Wii2』で判明した。
『七代目』ではメカドンやメカカツを宇宙の果てに飛ばすことに執念を燃やしているが、目的は特に無いらしい。最近は「わだけん」が新事業に参入したためメカドンのニューバージョン開発が遅れている。
『コミックボンボン』版では自身のわがままとムダな改造でいつもメカドンを困らせている。
助手
『七代目』『DS2』で登場。
「わだけん」の副所長的立場で、音羽とは名コンビである（しかし『Wii2』では登場なし）。
『七代目』ではメカカツのエネルギー充填を担当。はなちゃんに想いを馳せており、『七代目』のエンディングではその一面が見られる。
ドンターボ
メカドンに続いて作られた「地球に優しい太鼓型メカ」であり、追加パーツは自動車。太鼓型メカは以下のパトリオッドンまであり、登場作も全て『ドドンがドン』と『春祭り』である（彼のみ『ぽ～たぶる』にも登場）。
『ドドンがドン』ではミニゲームで登場する。「ぽ～たぶる」では、「メカドンファクトリー」でタイヤを胴体に入れると登場する。
初期はコメディアン志望でギャグはよくすべっているらしい。
ドンミューラーI
追加パーツはレーシングカー。元ネタはフォーミュラ1（F1）。
初期は極度の寒がりで夏場でもマフラー（ダジャレ）が欠かせなかった。
クレイアニメではメカドンの変形の姿で登場。
ドンヘリ
追加パーツはヘリコプター。初期は常に将来のことを考えて立ち回るローター音の静かな慎重派だった。「ドンペリ」ではない。
『春祭り』の「ギャラドン」では敵役、『祭の達人 ウィンちゃんの夏祭り』 では、ウインちゃんのスピード競争の対戦相手で黄色いドンヘリと対決する場面がある。ボーナス率は中くらい。
コンコルドン
追加パーツはジェット機。元ネタはコンコルド。滑走機を装備している。
初期はプレイボーイを公言しており、手も足も出すのが速かった。
クレイアニメではメカドンの変形の姿で登場。
パトリオッドン
追加パーツは不発弾。元ネタはパトリオットミサイル。滑走機を装備している。
わだけんによる「史上最速の太鼓を目指す!」という謎のコンセプトの下、誕生。
メガドン
メカドン達が合体した姿。しかしクレイアニメ以外の登場は『アニメスペシャル』のオープニングと「おはなしモード」のエピソード3終盤のみである。
インドン
『三代目』『ぽ～たぶる』『ぽ～たぶる2』『アニメスペシャル』で登場。
カルカッタのエンジニアが開発したカレー早食い専門のメカドン。一定の量のカレーを食べると、火を吐ける。頭に載せたカレーは滅多にこぼれない（万が一こぼれると機能停止する）。兄、父がいるが、顔はインドンと同じ。「メカドンファクトリー」では胴体にカレーを入れると出現する。
『ぽ～たぶる2』では喋れないことが判明したが、『DS2』で送られるメールではかなり饒舌である。
クレイアニメでは世界のメカドンレースにてインド代表として登場（他の機体は日本代表のメカドンの他にもアメリカ代表のバーガードン、イタリア代表のパスタドン、中国代表のラーメンドンが登場している）。
メカカツ
声 - ならはしみき
『四代目』初登場。メカドンのかつカラーで、当然メカドンのような機能も搭載されている。一人称は「セッシャ」（『DS2』ではメカドン同様「ワガハイ」）。
存在は『春祭り』では未確認となっているためメカドンよりかなり遅れての登場となった。 オートの2Pキャラ。
『Wii U』以降は2Pがオートでも登場しなくなったが、『ドンダフルフェスティバル』ではドンカツおもちゃ大戦にてメカカツ型のおもちゃが登場した。業務用は『青盤』に再登場した。
ホバークラフドン
『春祭り』の「ギャラドン」、『祭の達人 ウィンちゃんの夏祭り』 のみ登場。ホバークラフトがモデルだが、ジェットエンジンで飛んでいる。
スピードはドンヘリより遅いはずだが、ボーナス率は低め。
超ドン級爆撃機
『春祭り』の「ギャラドン」、『祭の達人 ウィンちゃんの夏祭り』 のみ登場。「超ドン級」はおそらく「超ド級」が由来と思われる。
スピードはドンヘリよりも早く、ボーナス率は高め。
メカカレ
声 - ならはしみき
『Wii3』〜『超ごうか版』で登場。メカドンのカレクッタ=ドンディーカラー。
オートの3Pキャラ。
『Wii U』以降は3Pがオートでも登場しなくなった。
メカヨモギ
声 - ならはしみき
『Wii3』〜『超ごうか版』で登場。メカドンのよもぎまるカラー。
オートの4Pキャラ。
『Wii U』以降は4Pがオートでも登場しなくなった。

### ドコン団
『DS2』に登場する悪の組織。シリーズ初の悪役。
「道場やぶり」の舞台である7つの島に「ドコン道場」を建て、「ドコン流を広める」という名目のもとに騒音を撒き散らしては周囲を困らせている。メンバーは全員赤と青のカラーリングの服装（機体）をしている。目的のためには手段を選ばず、騒音を撒き散らす以外にも橋を壊したりお面小僧のお面を盗んだりと、数々の悪事を働いている。エンディングではドコンが普通の少年に戻ったためか「ドコン団改めニャンキーズ」になっている。
『DS3』では「あそマウンテン」に居座るボスになっており、ドコンの名前も「魔術師ドコン」となっている。演奏曲は「常闇の森」。また、毎日うでだめしにも登場している。
『Wii』では牡丹・ニャンキー・ドラボットの3人がツッパリとして登場し、ドラマを見てツッパリになってしまったどんと意気投合。良くない影響を与えることになるも、どん子の強烈パンチでどんもろとも、吹っ飛ばされてしまう。
『Wii2』ではイベントキャラや踊り子として登場し、どん達とは仲良くなっている様子。
『ぽ～たぶるDX』では「全国おみこしバトル」のボスとして2度登場する。
ドコン
声 - たかはし智秋
ドコン団のボス。水色の肌をしており耳が長い。一人称は「ボク」
太鼓の腕前を笑われて落ち込んでいた時に、ギガドーンに操られた。本来はごく普通の優しい少年で、冒険が終わった後は皆と仲良くしている。ちびどんを抱いて寝たり、ドコンの挑戦状を申し出るなど、まだ少し幼いところもある。カスタネットを持っており、それで相手を石像にする技を持っているが、本人本来の術なのかどうかは不明。目はツリ目だが、更生すると普通になる（『ぽ～たぶるDX』での「全国おみこしバトル」、メールではツリ目のまま）。
『Wii』では毎日チャレンジ道場とエンディングに登場。毎日チャレンジ道場では、「THE2000」（「さいたま2000」などの2000シリーズのおにをフルコンボするという難関課題）の担当。『DS3』では7章のボスとして「魔術師ドコン」という名で（ただし本人は関係を否定している）、『ぽ～たぶるDX』では「全国おみこしバトル」のドコン団2回目の登場の時に現れる。
『3DS2』ではクエスト6「われらさばくのドコン団」でドコン団と共に再登場する。
牡丹
声 - たかはし智秋
どんの前に立ちはだかるドコン団3人組のリーダー的存在。鉦太鼓で町を騒ぎ立てる本作では珍しい姉御キャラである。
勝気な性格で、口はきついが年下であるドコンを「ドコン様」とよび、部下思いでもあり、また、正々堂々としたところもあり、道場主対決では唯一バクダン音符を使わないというフェアな一面も見せる。(一方で、お色気攻撃のオジャマは初見だとなかなかキツかったりする。)どんの活躍によってドコンの命令に従えなかったため終盤に石にされた（クリア後は元に戻っている）。
『Wii』にて太鼓の腕前が「われら無敵のドコン団」のおにをフルコンボできるほどであることが判明した。
『DS3』では悪魔（デーモン）に扮している。恐らく作品で一番の巨乳。
『DS2』、『ぽ～たぶるDX』では巨乳を更に強調させる悩殺ポーズをしたり、お尻を突き出す、喘ぎ声を発するといった「お色気攻撃」で邪魔をしてくる。
『3DS2』にも登場するが「お色気攻撃」は使ってこない。
ニャンキー
声 - たかはし智秋
ドコン団の猫。一人称は「オイラ」
素早い動きで残像を残し、オジャマでは、分身を出しながら画面を隠して邪魔をする。口だけ達者なやんちゃで負けず嫌いな性格だが牡丹には頭が上がらない。牡丹と同様終盤は石にされた。
『DS3』ではミイラに扮している。
ドラボット
声 - 加来量一
ドコン団が作った迷惑騒音ドラム型ロボット。
純粋で根は優しくて力持ち。大きな体で動きは遅いが、持ち前パワーで相手を捻り潰す。また、腹の中にワルドンやザコボットなどを収納している。ドコンを城へ運んでいたお陰で石にならずに済んでいる。
『DS3』ではフランケンに扮しており、昔「妖怪大王が大きなタヌキを丸呑みにした」のを見たらしい。 『Wii2』ではタンタルにコテンパンにされる。
ワルドン&ワルカツ
メカドンとメカカツのプロトタイプの設計図を基に作られた、騒音を出す太鼓型ロボット。
大量生産されており、様々なタイプが存在する。
ザコボット
ドコン団によって作られたロボット。組織内の立場としてはニャンキーやドラボットの下でワルドンの上。
3種類あり、1号は頭であるシンバルを打ち鳴らし、2号は目と体でもある3つのパーカッションを鳴らし、3号はお腹のドラムを打ち鳴らしてそれぞれ邪魔する。体はどれも小さいがそれに似合わず皆攻撃的。

### ワルメカ
全て『Wii2』初登場。Dr.ワルルーと共にお祭りを破壊している。アルミ・アンチモン・テルル以外のメカにはどこかにWマークがある。負けたワルメカは以降応援に回る。名前の由来は全て元素。
『3DS2』ではクエスト5「Dr.ワルルーのやぼう」でワルメカは全て敵キャラとして再登場する。
アルミ
声 - 上田茜
『ドドーンと二代目！』におけるメインキャラクター。お祭り会場で倒れていたところをどん達に助けられた。実はワルメカ0号で、ボス戦9の相手である。
初めはあらゆる記憶を無くしていたが、ストーリーが進む度に思い出していく。ワルルーにポンコツ扱いされていたが、終盤でワルルーの装置により、「タノシイ」を嫌うよう洗脳されることになる。最後はどんに敗北して機能停止した。その最期はどんたちを号泣させた。その後、ワルルー襲来時に復活し、撃破後はどんやかつ達と一緒に祭りを楽しんでいる。
一人称は「アルミ」で自己紹介するときは「私」
語尾に「ノラ」か「ロ」を付けて話す。公式サイトの太鼓カウンターではどんと共に看板キャラになっている。
演奏曲は「ヒカリノカナタへ」ボス戦バージョンでは、裏譜面として登場した。
『3DS2』ではクエスト5「Dr.ワルルーのやぼう」で再登場する。
アンチモン
ワルメカ1号。ボス戦2の相手。(ボス戦1の相手はメカドン)ボンゴ のような形をしている。本名はそれぞれコンガとガンコであり、2人は恋人同士である。ちびメカ達（ケロネット、ギターイ、トランゲーター）を出してお邪魔攻撃をする。
演奏曲は「ハロー！ハロウィン」。
『ファミ通DS +Wii』に収録されている「ファミ2コミック」でもワルメカとして登場するが、どんちゃん達とちびどんによって倒される。
元々は、コロコロコミックの企画公募キャラクター。
イットリウム
ワルメカ2号。ボス戦3の相手。鳥のような姿をしており、うるさい音楽で邪魔をしてくる。
エンディングでは牡丹たちと歌っている。
演奏曲は「Many wow bang!」。
『ファミ通DS +Wii』に収録されている「ファミ2コミック」では、ワルルーと共にライブをぶち壊そうとしたが、かっちゃんが演奏したギターの音によって敗北。その後、どんちゃん達のバンドの新メンバーになった。
ガリウム
声 - 山崎和佳奈
ワルメカ3号。ボス戦4の相手。手から 絶対零度 の冷気を出して周りを凍らせる能力を持つ。
エンディングではカキ氷屋を開いている。
演奏曲は「SORA-I  アースライズ」。
『ファミ通DS +Wii』に収録されている「ファミ2コミック」では、ワルルーの助手的存在でツッコミ役として登場している。
因みに、一人称はファミ2コミック版と3DS2DLC（仲間加入台詞）共に「ワタシ」。
タンタル
声 - 不明
ワルメカ4号。ボス戦5の相手。大きな体型をしたロボットで、見た目通り力強く、ドラボットを返り討ちにした。時々岩を落として画面を見辛くしてくる。
エンディングではタングステンやドラボットと神輿を担いでいる。
演奏曲は「風雲志士」。
『ファミ通DS +Wii』に収録されている「ファミ2コミック」では、熱いものが苦手らしく、にくまんに変身したどんちゃんにパンチしたことで、熱がって敗走した。
ゲルマ
声 - 菅沼久義
ワルメカ5号。ボス戦6の相手。ガリウムのプロトタイプで彼とは対照的に周りを燃やす能力を持つ。
エンディングではイカ焼き屋を開いている。
演奏曲は「ユウガオノキミ」。
『ファミ通DS +Wii』に収録されている「ファミ2コミック」では未登場。
タングステン
ワルメカ6号。ボス戦7の相手。
タンタルのプロトタイプだが能力は全然違う。体を回して、強風起こしを得意としており、発動中は譜面が速くなる。(ばいそく〜よんばいと同じ効果）。
エンディングではタンタルやドラボットと神輿を担いでいる。
演奏曲は「亜空間遊泳ac12.5」。
『ファミ通DS +Wii』に収録されている「ファミ2コミック」では未登場。
テルル
声 - 上田茜
ワルメカ7号。ボス戦8の相手。アルミのプロトタイプ。時空を歪め、ブラックホールを作る能力を持っており、発動中は音符の色が全て消える。一人称は「ワタシ」でアルミとはかつて友達だった模様。
エンディングではゴミ処理をしている。
『決定版』では、ワルルーと共にエンディングムービーに一瞬だが、登場している。
演奏曲は「SORA-ll  グリーゼ581」。
『ファミ通DS +Wii』に収録されている「ファミ2コミック」では、最強のワルメカとして登場。しかし、ブラックホールでごみを吸い込み、どんちゃん達が片付けていた部屋をきれいにしてしまった。
Dr.ワルルー
声 - 長嶝高士
『Wii2』の最終ボス。楽しいことが大嫌い。
昔は音羽博士と同じ研究をしていたが、研究が上手くいかず音羽博士の研究を盗んで姿をくらませていた。一人称は「ワガハイ」または「ワシ」
『決定版』では改心したのか、それとも研究として利用できそうな考えなのか、テルルと共にエンディングムービーに一瞬だが、登場している。
『3DS2』ではクエスト5「Dr.ワルルーのやぼう」で再登場する。
2022年12月23日に太鼓の達人の公式YouTubeチャンネルにて投稿された『ミコシスチャンネルPart6』では、悪い子の元にやって来るダークサンタをフアが例えて言ったが、そのダークサンタはDr.ワルルーである。

### 妖怪大決戦
全て『DS3』初登場。
ポンコ
タヌキの女の子。
自分の父親とはぐれてしまう。葉っぱの髪飾りをつけている事から「妖怪大王のお姫さま」として妖怪たちに狙われており、それを避けるべく普段は人間の姿に化けている。一人称は「うち」で、関西弁で話す「ヨーカイ大決戦」でどんとお供しており、フィールド画面ではどんの後を歩いている。母はポンコが生まれた直後に亡くなっているため、ポンコは母の顔を知らない。
『3DS2』ではクエスト1「ポンコの裏アシハラ大決戦」で再登場する。
おやかたさま
伊賀の里でポンコの面倒を見ている。一人称は「わし」
最初にどんと会った時には太鼓の妖怪と間違えて戦闘になる（曲は「妖怪道中記音頭」おじゃま攻撃はただのセリフなので、おじゃま攻撃はなし）が、そこでどんのドン魂を見抜き妖怪退治を頼む事となる。その後は冒険において何をすべきかを教えてくれる。おきなわ島では妖怪大王を超える存在になっている。
わにゅうどう(輪入道)
1章のボス。走り回るのが大好きな江戸っ子。
冒頭のおやかたさま戦直後に現れてポンコを発見するものの、止まる事が出来ずそのまま走り去ってしまう。結局京のみやこまで突っ走り、そこで戦闘になる（曲は「ラブリーX」おじゃま攻撃は全力で走り回って音符を見えにくくする）。勝利後も結局止まれずに都を走り回り続けている。戦いに負けると火が全て消える。エンディングでは自力で子供達を運んでいる。
きゅうびキツネ(九尾の狐)
2章のボス。人に化けることができ、大江戸城の殿様に化けていた。尻尾の鈴がひそかな自慢。(曲は「百鬼夜行」おじゃま攻撃はニセ音符を召喚する)。
戦闘後も本当の殿様が戻ってこないので、そのまま城に残っている。戦いに負けると青ざめて倒れる。エンディングでは殿様に化けて、本物の殿様とハイタッチをしている。
人魚の女王
3章のボス。竜宮ランドの女王で、かつを「太鼓の神様」といっては捕らえていた。赤毛に見えるのは実はタコ。(曲は「バブリィ☆クイーン」おじゃま攻撃は大きなシャボン玉で妨害したり、画面下から水を出しては揺らして妨害をする)。戦いに負けると赤毛のタコがとれて、そのショックで色がなくなる。エンディングでは、かっちゃんのことで国王とライバル感覚になっている。
ろくろっくび(ろくろ首)
4章のボス。イタコギャルの少女アゲハがおそれ山の悪霊に取り付かれ妖怪になった姿。それ以来首の長さを変えられるようになった。(曲は「天妖ノ舞」おじゃま攻撃は画面右下まで首を伸ばしてギャル語で話しまくる)。戦いに負けると元の姿に戻る。エンディングではギャルたちの前で首を伸ばしている。
ゆきえ・みゆき(雪女)
5章のボス。北のみさきにいる双子の雪女で掃除が好き。
とかち牧場のおババの家を凍らせてしまうのだが、その理由はおババの家がゴミ屋敷であった為。(曲は「mint tears」おじゃま攻撃はゆきえが小さい雪だるまを滑らせて、みゆきがカーリングのように小さい雪だるまを滑らせた上、演奏音符をツルツルにして一瞬の間見えなくする)戦いに負けると二人で泣く。エンディングではおババの家をお掃除している。
うしおに(牛鬼)
6章のボス。土佐の里にある森の奥深くにいる。
「人食い妖怪」として村人から恐れられていたが、実際は争いごとを嫌う優しい妖怪である。(曲は「KAGYUKIYO」おじゃま攻撃は大きな鼻息で音符のスピードを早くする)戦いに負けると青ざめてしくしくと泣いて倒れる。エンディングではそばを食べている。
ダイダラボッチ(だんだん法師)
最終章のボス。伊賀の里を踏みつぶさんと、妖怪大王と共にびわ湖に現れる。
戦闘後は彼の頭上で妖怪大王との決戦となるが、その正体が判明すると騙されていたことに対して怒りを露わにした。その後も引き続き湖に残っている。(曲は「大多羅捌伍伍壱」おじゃま攻撃は大きな足で音符を踏みつぶすと言う強力な妨害を使ってくる)戦いに負けると青ざめて海の底に沈んでしまう。その後ダイダラボッチの頭の上で妖怪大王との戦いが繰り広げられる。エンディングでは子供達と仲良くしている。
妖怪大王
『DS3』の最終ボス。
あらゆる妖怪を率いて、姫を連れ戻そうとしていた。フランケン（ドラボット）の目撃証言を受け、ポンコの父親である大ダヌキの敵討ちとして戦うことになる。葉っぱの髪飾りを見知らぬ人間が身に付けている事に気付き、姫が殺されたと思い込んで怒りのままに地球をも滅ぼそうとした。しかし正体は大ダヌキ本人であり、日本中の妖怪たちに娘を探してもらう為に化けていた（スタッフロールでは妖怪大王の被り物を身に付けており、それが丸呑みの真相のようである）。しかしポンコが人間に化けているとまでは思っておらず、互いに勘違いしたまま死闘を繰り広げることとなってしまい、倒された際に元のタヌキの姿に戻ったことで双方の誤解が解けることとなる。(曲は「地獄の大王」最初から演奏の右側から座って音符を見えにくくするが、おじゃま攻撃は「呪玉裂弾」をおじゃま攻撃のように表示させたのちに妖怪大王がちょっと左にズレて隕石を振らせて演奏中に隕石で凹ませて音符を見えにくくしたり隕石の爆発で見えにくくする)戦いに負けると「わしは、負けるわけにはいかんのだー!!」と言って隕石を降らせるが、どんちゃんとポンコに弾き飛ばされてしまい、その隕石が妖怪大王に直撃して、妖怪大王の正体である大ダヌキが黒焦げになり倒れた。

### 太鼓界
こだま
声 - 疋田涼子
『Wii』初登場。
太鼓界使者の天女である女性。京都弁を使う。太鼓界での太鼓祭りの担当だったが、演奏するたましいのうち一つ（後のどん）を下界に落としてしまっている。同様にかつのたましいも落としたのかは不明。ツッパリから更生した和田どんが「黒どん」に変身し、その「ドン魂」に反応し、下界に現れる。家族と離れたくないどんの応否を聞かず、たましいを抜き取り太鼓界へと送るが大魂様の計らいで、どんのたましいを返してもらい、元の和田どんに戻した。
以降のWii版作品でも登場しているが、太鼓界を離れ『Wii2』では音羽博士の助手になり、『Wii3』ではドリームたいこランドの案内役（全アトラクション）でそれぞれコスチュームを変える。『Wii U』では「イントロどん」の司会者を担当する。『Wii U3』では気象予報士としてテレビに出ている他、エンディングにて和田家でバーベキューをしているシーンにも登場している。
『決定版』では再び太鼓界の天女で登場し、「フウガとミライの太鼓教室」でフウガたちの手伝いをしている。太鼓教室では「かんたん」の担当。
『3DS2』ではクエスト3「フウガとミライの無人島教室」で再登場する。
フウガ
声 - 藤井美波
太鼓教室で「ふつう」の担当として登場。
太鼓界の少年で、風を操る能力を持つ。優しい性格だが、ミライには呼び捨てしている。頭にツノのようなものが付いていたり、眉が雲のような形をしている（ミライやアラシも同様）。「風の子」を意識したのか上半身は裸である。眼鏡をかけており、外すとアラシになるためなのか母親から外してはいけないと言われている。どんにはちゃん付け呼びしている。
『決定版』における最終課題曲は「dance storm」であり、AC新筐体版ではこの曲が絡む彼の称号が存在する。
『3DS2』ではクエスト3「フウガとミライの無人島教室」で再登場する。
ミライ
声 - 藤井美波
太鼓教室で「むずかしい」の担当として登場。
フウガの妹で、雷を操る能力を持つ。気が強く活発な性格で容姿や衣装も非常にギャルっぽいが（衣装の詳細は後述）、フウガにはお兄ちゃん・どんにもちゃん付け呼びしている。しかしやはり怒ると人に電撃を飛ばすという怖い一面を持つ。衣装については肩から腰がビキニっぽいものであるなどそれまでの本作での常識を覆したデザインである。
『決定版』における最終課題曲は「らいとにんぐ ぱっしょん」であり、AC新筐体版ではこの曲が絡む彼女の称号が存在する。
『3DS2』ではクエスト3「フウガとミライの無人島教室」で再登場する。
アラシ
声 - 藤井美波
太鼓教室で「おに」の担当として登場。
公式サイトや説明書では名前が伏せられているが、ゲーム本編では早い段階で明かされている。太鼓の腕前が良く、「さいたま2000(☆×7)」のおにをフルコンボできるほど。炎を操る力を持ち、熱中しすぎると力が暴走することがある。実は正体は眼鏡をとったフウガであるが、本人がそれに気付いているかは不明。また途中からミライがアラシの正体が眼鏡を外したことで変身した兄とは知らずに好意を抱くようになるが、ゲーム終盤でそのことに気付いてしまい、当然その後はショックを受け、怒った彼女に追いかけ回された(その際、どんはとばっちりでミライの電撃を喰らわされた)。
『決定版』における最終課題曲は「dance storm」の裏譜面であり、アラシの正体を暗示したものとなっている。
『3DS2』ではクエスト3「フウガとミライの無人島教室」で再登場する。
魂（たましい）
和太鼓の魂。これが作り上げられた和太鼓に乗り移り、どんとかつが誕生した。たましいが全て抜けると、ただの和太鼓になってしまう。
ゲーム中ミスしたときなど悲しいときに出る「がっかりたましい」・嬉しいときに出る「うっとりたましい」など、いろいろと種類が存在する。更には太鼓の魂そのものとも言える「大魂（おおだましい）」というものがあり、色がどんが赤、かつが青い色の顔の魂があり、どんとかつどちらか一方が大魂を出して、一方が慌てるカットが2種類ある。また、PS2版ではミニゲームでどんやかつが雷雲に触れたり、落雷に当たって感電した際に中の魂が見える事もある。
大魂様（おおだましいさま）
声 - 西原久美子（クレイアニメ）
太鼓界を統べる者にして、どんやかつ達・魂にとっての神様。外観は巨大な虹色の三つ巴が反時計回りに回転している。性別の概念は持っていなさそうだが、一応声は女性。成長するドンだー達をやさしく見守ってくれる存在。
実は公式サイトや取扱説明書のキャラクター紹介にはかなり初期からいたが、ゲーム作品への登場は『Wii』の「思い出アルバム」が初めて。
クレイアニメにも登場しており、和田どん、どん子、バチお先生以外にもお面小僧、ちょうちんうなぎ一行、メカドンも大魂様から生み出したと語っている。

### ちびドラゴンと不思議なオーブ
ボスキャラクターの名前の由来は、七つの大罪から。
ソプラノ姫
声 - 東山奈央
ラルコの幼なじみで、ハーモニー王国の姫。悪しき力を清める魔法の歌声の持ち主で、誕生日パーティの日にその力を恐れるマオウによって歌声を奪われた上に７つのオーブに変えられて世界中に飛ばされ、全てのオーブを取り戻さない限り満月の夜に消滅するという呪いをかけられてしまう。
ラストバトルでは駆け付けたかっちゃんの活躍によって声を取り戻し、本性を現したマオウと戦うどんちゃんに魔法の歌声で助力して撃破。力を失い元の姿に戻ったマオウを再度封印した。
『3DS2』ではクエスト2「ハーモニー城の乱」で再登場し、凶暴化して暴れまわっているラルコの救助をどんちゃんたちに依頼した。
『ドコドン！ミステリーアドベンチャー』ではガチャで仲間にできる。
ラルコ
声 - 東山奈央
いつもは強がっているが、実は怖がりな小さな子どもドラゴンで、ソプラノ姫の幼なじみ。炎のオーブにかけられた悪しき力の影響で暴走していたところ、偶然通りかかったどんちゃんに助けられ、共に姫を救うべく冒険の旅に出る。身に付けているペンダントにオーブを装備すると身体の色が変わって必殺技を使うことができる。
『3DS2』ではクエスト2「ハーモニー城の乱」でソプラノ姫と共に再登場する。姫をかばって時空のゆがみに触れたせいで凶暴化してしまうが、ゆがみが治まったことで元に戻る。クリアすると仲間になれる。また、恐竜時代に「ラノレコ」という彼の先祖と思われる恐竜の子供であるたまごドラゴンが登場している。
『ドコドン！ミステリーアドベンチャー』でもガチャで仲間にできる。
マオウ
声 - 佐藤たかふみ
今回の事件の黒幕。ハーモニー城の地下に封印されていた、悪しき力を持つピエロの姿をした魔王。常に陽気でハイテンションな性格だが本性は尊大かつ残忍で常に周囲を見下したしゃべり方をする。
己の弱点であるソプラノ姫の声を封じるため、彼女の誕生日パーティに道化師を装って入り込んでその歌声を奪い、7つのオーブに変えて世界中に散らばせると共に姫に満月の夜に消滅する呪いをかけ、王国の住人たちを幽閉して城をのっとってしまった。更に奪ったオーブに触れた者たちを悪しき魔物に変える魔法をかけており、ラルコとどんちゃんに彼らと戦わせるよう仕向けつつ、その様子をショーとして世界中に中継して笑いものにしている。
最終的に、オーブをそろえて乗り込んできたどんちゃんたちに対し真面目に戦うふりをして敗北したと見せかけ、油断した隙をついてオーブを奪う。そして魔法の力でどんちゃんたちの身動きを封じ始末しようとするが、駆けつけてきたかっちゃんの横やりでオーブを奪い返され、ソプラノ姫の歌声の復活を許してしまう。怒りに駆られて真の正体を現し、本気の魔法でソプラノ姫の歌声とぶつかり合った末、跳ね返された自分の魔法の直撃を食らい消滅した。
その正体は、憎しみや苦しみが込められた歌を書き記した1冊の歌集であり、記載された歌を何者かが歌ったこと湧き出てきた負のエネルギーが魔王として具現化したというのが真相であった。打倒後、その場に残ったその歌集は再びハーモニー城の地下に封印された。
第1戦目では、自分の顔の模型を吊るして譜面を見づらくしたり、自分の顔を象ったスポットライトで譜面を部分的にしか見えなくする。
最終決戦では、凶悪な表情の巨大な顔と宙に浮かぶ両手のみという異形の姿に変貌し、曲のテンポを遅くして譜面のスクロール速度を低下させる、両手を譜面の表示領域にかざし左右にスライドさせて隠すといったより強力な妨害を行う。
持ち曲：「マオウのショウタイム」。
アシュモ
声 - 水田拓
ホゥストの森のボス。ナルシスト。
森の奥にやってきたどんちゃん達が
豚の女の子「ブー子」に頼まれて、
ボーイフレンドの「ブヒオ」を探していると知った途端に襲いかかる。森の住人たちを
虜にしてしまったほどのイケメンだが、その正体は、木のオーブにかけられた悪しき力で変貌してしまったブヒオ本人であり、正体を隠すためにエセ外国人のような変なしゃべり方をしていた。その後どんちゃんたちの手で正気を取り戻すと共に元の姿に戻り、ブーコの下へ帰っていった。
譜面にバラのつるをからませて譜面を見えなくする。
持ち曲「君に、ロマンティック。」。
リヴァ
声 - 東山奈央
ジェラス湖のボス。
湖のほとりで村人のいたずらにより髪を挟まれ、立ち往生していたところを助けてくれたラルコ、どんちゃんに救われたことでラルコに一目惚れし、お礼に御馳走しようと2人を自宅に招くが、話の流れの中でラルコに大切な人が居ることを知ったショックで生じた嫉妬心を水のオーブの暴走によって煽られ、
豹変して下半身が蛇になった魔物と化し襲い掛かってくる。正気を取り戻した後はつれない態度でどんちゃんたちを追い出し遊びに行ってしまった。
たくさんのイルカを呼び出してイルカと水しぶきで譜面を隠す。
持ち曲：「エゴエゴアタクシ」。
ママフェゴール
声 - ならはしみき
ダルァケルの大穴のボス。
小熊のまっくんの母親。土のオーブにかけられた悪しき力の影響で重度の怠け者になり、身体の大半が岩と化してしまった。さらに、動くのもダルいと言って、常に眠りこけて
しまっている。面倒くさがるあまり、自分を助けるために外に連れ出そうとするどんちゃんたちに襲い掛かってくる。元の姿に戻った後は働き者のママに戻った。
得意料理はラーメン。
いびきで落ちてくる岩で譜面を見えなくする。
持ち曲：「タベルナ2000」。
マン＆モン
声 - キジキジ＆黄ダルマ
ガクブルゥ山のボス。未来を見通す力を持つ双頭の双子のカラス。関西弁で話す。
未来透視の力で金儲けのためにはカブがいいと知り、近隣の農民をこき使って大量のカブを育てさせている。未来透視の力で見えた
カブが売れなくて、大破産するという結果に怒ってどんちゃん達に襲いかかる。彼も風のオーブの力で暴走させられており、敗れた後は1羽ずつの元の姿に戻った。
大きな風を巻き起こして譜面を隠す。
持ち曲：「隼」
ゼブブー
声 - 石川哲彦
レストランロウ・ヤーのボスでコック。
本来は普通の姿だが、闇のオーブの力で醜い蠅の姿の化け物に変えられていた。
レストランにやってきたどんちゃん達を
VIP客として招き、どんちゃん達を食べようとしていた。その後、倒されたことで正気を取り戻すと共に、元の姿に戻った。
虫譜面を虫食いして見えにくくする。
持ち曲：「道化師の朝の歌」。
アルト
スタッフロール終了後のエピローグに登場する吟遊詩人。実はソプラノ姫の妹でマオウの復活を招いた張本人。騒動の後こっそり城の地下に訪れ再び本を持ち去ってしまった。
クリア後は会いに行くことでボスと再戦できるようになる。

### どんとかつの時空大冒険
各時代によって、出てくるキャラが変化する。中にはビッグサイズのキャラがおり、2つセットで、バトルメンバーには一人しかセットできない。種族の種類もあり、ようかい、まもの、そら、しぜん、きょうりゅう、みず、きかい、とくしゅがある。スピードがあり、超はやい、はやい、ふつう、おそい、超おそいがある。

#### 戦国時代
戦国時代に登場する仲間。大半はようかい。『妖怪ウォッチ』からのゲストキャラクターであるジバニャンを仲間にできる。
オニわらし
種族 - ようかい/スピード - ふつう
緑色の鬼の子ども。通りすがりの旅人に、イタズラをして困らせる。槍が武器。どんちゃんたちが戦国時代に来た時に襲ってきたが、倒すと必ず仲間になる。
はぐれコマイヌ
種族 - ようかい/スピード - おそい
はぐれた狛犬。青い体をして、足には紫色の玉がある。気がかなり荒いが、一度心を許せばなついてくれる。賢いので、芸を仕込むこともできる。
こがらしコノハ
種族 - しぜん/スピード - はやい
冬の風を運ぶ少女。周りには、みど色の髪をしており、木の葉がある。普段は山の中で暮らしているが、たまに街に来て、子供たちに紛れ込み、友達になるという。
ねこまたさぶろう
種族 - ようかい/スピード - ふつう
旅する侍のような姿をしている。気まぐれな性格で、ひとつのところに留まることは、珍しいらしい。
てっぽうムジナ
種族 - ようかい/スピード - はやい
化けタヌキの兵士。鉄砲が武器としているが、実は幻で作った偽物である。
ドクロしょうぐん
種族 - ようかい/スピード - おそい
侍の幽霊の将軍。強い敵と戦うことで、成仏できると思い、いつも、さまよい続けている。

#### 近世ヨーロッパ
近世ヨーロッパに登場する仲間。ようかいはいないが、まものだらけ。ゆるきゃらのふなっしーを仲間にできる。
くびなしナイト
種族 - まもの/スピード - おそい
自分の首を持つ抜け殻の銀色の騎士。忠誠を誓う相手を探している。
ハッピーハーピー
種族 - そら/スピード - 超はやい
楽しそうに空を飛ぶハーピーの少女。仲良くなれた人の願いをな叶えてくれると言われている。
グランマウルフ
種族 - しぜん/スピード - 超おそい
オオカミのおばあさん。見た目は怖いため、おばあさんらしい格好をしている。おばあちゃんのように優しく見守って、かわいがってくれる。
シスターカーミラ
種族 - まもの/スピード - ふつう
シスターの格好をしたセクシーなヴァンパイア。金髪に、悪魔の羽が生えている。手にした棺桶に獲物を入れて、持って帰ってしまうと言われる。その後どうなるかは、誰も知らない。仲間になる際どんちゃんのとりこになっている。
マンドラーコラー
種族 - しぜん/スピード - はやい
地面から相手を「コラー」と怒鳴りつける、やかましい人参。食べると美味しく栄養がある。会話時でも「コラー」と言っているため、相手は怒られているようにしか見えないという。
アクデーモン
種族 - まもの/スピード - ふつう/ビッグ
紫色の体をしたデーモンの悪魔。最初に登場したビッグサイズのキャラ。体も気も大きいが、実際とても強いので、仲間にすると頼れる。
カボチャランタン
種族 - まもの/スピード - ふつう
ランタンを持ったかぼちゃのおばけ。とんがり帽子をかぶっている。ハロウィンの時にくり抜かれたかぼちゃに命が宿って生まれた。
ヴァルキリーズ
種族 - そら/スピード - はやい/ビッグ
地上の悪魔を倒すために現れた天使の姉妹。エジプトのボス・ファラオキマイラを倒したあとに、教会内のヘルガと戦った場所に行くと、二人のシスターがいる。話しかけるとバトルになり、勝利すると仲間になる。姉はキツイ性格で、青い髪をしてランスを武器にして、キリッとした顔立ちをしている。妹はのんびりした性格。赤い髪をして弓を武器にしている。
ふなっしー
種族 - とくしゅ/スピード - はやい
近世ヨーロッパのお花畑にいる。近世ヨーロッパに飛ばされており、話しかけると仲間になる。

#### 恐竜時代
主にきょうりゅうがいる。『モンスターハンター』からのゲストキャラクター、モンとハンを仲間にできる。
プラテカッター
種族 - そら/スピード - はやい
鋭い翼とトサカを持つプテラノドン。空をすごいスピードで飛び回り、狙った獲物は決して逃がさない。
ヒマキトカゲ
種族 - きょうりゅう/スピード - おそい
萌える襟巻きのトカゲ。襟巻きは、テンションによって、激しく燃える。実は、本人も結構暑いのだが、気合で耐えている。
ワイルドシダー
種族 - しぜん/スピード - はやい
動くシダ植物。かなりワイルドでジャングルの中でも、抜きん出てワイルド。
スタッグフライ
種族 - むし/スピード - ふつう
クワガタのようなトンボ。あるいは、トンボのようなクワガタでもある、何とも言えない虫。自分を虫の王様を思い込んでおり、気が大きい。
たまごドラゴン
種族 - きょうりゅう/スピード - はやい
まだ小さい、黄色い恐竜の子供。力は弱いが、カラはとても高く、ちょっとやそっとの攻撃では、びくともしない。それに伴い、いのちは高め。『ちびドラゴンと不思議なオーブ』に登場するラルコとすごく似ている。
マグマノカリス
種族 - むし/スピード - おそい
マグマの海を泳ぐ古代生物。表面がマグマに犯されており、結構危険。
ドリケラトプス
種族 - きょうりゅう/スピード - 超おそい
頭の角がドリルのように回転するピンク色の恐竜。働き者で、頼めば、どんな硬いところでも、ドリルで穴を開けてくれる。どんちゃん達が恐竜時代に来た時に、茂みから襲ってきた。
かせきりゅう
種族 - きょうりゅう/スピード - おそい
死亡した恐竜の骨に、再び命が宿った。動作は鈍いが、パワーは生存していた頃と同じ。
モン、ハン
種族 - とくしゅ/スピード - おそい(モン)
種族 - とくしゅ/スピード - はやい(ハン)
『モンスターハンター』からのゲストキャラクター。モンスターを倒すためにどんちゃんたちと戦い、バトルになる。倒すと、モン、ハンを仲間にできる。

#### エジプト
こだいのノロイ
種族 - まもの/スピード - ふつう
ピラミッドをうろつく古代の棺桶。なかに
誰かが入っており、侵入者を引きずり込む。
アヌビスしんかん
種族 - まもの/スピード - おそい
ピラミッドの秩序を守る、犬のしんかん。礼儀正しくて、仕事に厳しい。少々口うるさいが、頼りになる存在。語尾に「ワン」と付ける。
バステトステップ
種族 - まもの/スピード - 超はやい
ダンスが大好きな猫の魔術師。ピラミッドを守っているが、適当な性格で、警備も適当。
ガリベンクス
種族 - しぜん/スピード - おそい
勉強家のスフィンクス。侵入者になぞなぞをかけずにはいられない。メガネがキラリと
光る。
どくどくコブラ
種族 - しぜん/スピード - ふつう
毒毒しい赤いコブラ。実際、その毒はとても強力なので、注意が必要。
しがらみマミー
種族 - まもの/スピード - おそい
ピラミッドのミイラ男。包帯を巻き付けて
攻撃してくるが、使っている包帯は、とても品質がいい。
おうごんのサソリ
種族 - むし/スピード - ふつう
黄金の鎧に守られたサソリ。ちょっとやそっとの攻撃では、簡単にはじかれてしまう。
ホルスダイバー
種族 - そら/スピード - はやい
ピラミッドを守る、隼の剣士。空中殺法で、侵入者を追い詰める。
スカラベおやぶん
種族 - むし/スピード - おそい/ビッグ
大きな鉄球に乗ったふんころがしの親分。義理と人情に熱く、たくさんの子分にしたわれている。一人称は「ワシ」。

#### 海賊時代
主にみず。
なんごクラーケン
種族 - みず/スピード - 超おそい/ビッグ
南国のドリアンのような姿の巨大なイカ。大きければ大きいほど臭いと言われているため、だれも寄り付かない。かじるとフルーティな味が広がる。
マーメイドメイド
種族 - みず/スピード - はやい
メイドの人魚。ピンク色の髪に、青いポットを持っている。理想のご主人様を探して地上に上がってきた。気分によって、紅茶の味が変化する。
ばくだんカモメ
種族 - そら/スピード - はやい
爆弾をつりさげたカモメ。落とされる爆弾は、あらゆるものを、木っ端微塵にする。
普段は、手紙を運ぶバイトをしている。
シーモンキー
種族 - しぜん/スピード - ふつう
サーベルを持った海の猿。有名な海賊団にも何人か所属している。いつの間にか増えており、群れるとうるさい。
タイカイノオロチ
種族 - きょうりゅう/スピード - ふつう/ビッグ
深海を泳ぐ、巨大なドラゴン。海を汚すものには、容赦なく襲いかかり、大きな船も沈めてしまう。
いかりのアンカー
種族 - みず/スピード - 超おそい
魂を持ったいかり。元は海賊の船についていたらしく、いつもプンプン怒っている。
よくばりトラップ
種族 - みず/スピード - はやい
ただの宝箱に見えるが、実はトラップである。しかし、わかってても開けずにはいられない。赤い体をしている。
シャークライダー
種族 - みず/スピード - ふつう
サメに乗ったザリガニの化物。ハサミと牙のコンビネーションは侮りがたい。サメが本体である。
かぎづめサハギン
種族 - みず/スピード - おそい
鋭い鉤爪は、鉄をも切り裂く。しかし、体が太くて動きは鈍い。悩み多き乙女である。

#### ヒコーキ時代
主にきかい。
やつざきぐるま
種族 - きかい/スピード - はやい
回り続け、止まることのできなくなった歯車。もはや、止まる時は、この世を去るとき。
ホラードール
種族 - きかい/スピード - おそい
元の持ち主に捨てられてしまい、新しい持ち主を探し続ける人形。赤い髪に、麦わら帽子、ネジ、手にはチェンソーをもっている。
スモッグマン
種族 - そら/スピード - ふつう
汚れた空気が、固まって、命を持った存在。ムキムキの腕による攻撃は、車も壊すという。
オイルスライム
種族 - しぜん/スピード - ふつう
ヌルヌルベトベトのオイルのスライム。ネクラな性格で、嫌なことがあると、自分に火をつける。
メタルデディ
種族 - きかい/スピード - ふつう
ロックな魂を持ったクマのロボット。激しい動きをしすぎて、いろいろな場所に、体をぶつけてしまう。
スクラッパー
種族 - きかい/スピード - おそい
主に、ゴミを掃除する役目を与えられたロボット。たまにゴミじゃないものも掃除してしまうのが困ったものである。
じごくきかんしゃ
種族 - きかい/スピード - 超おそい/ビッグ
様々な武器を装備した機関車。圧倒的なパワーで、敵を粉砕する。線路がなくても走ることが出来るが、動力は謎。
サンダーコンドル
種族 - そら/スピード - はやい
改造によって、エレキパワーをゲットしたお年寄りの青いワシ。空を飛びながら電撃を浴びせる。攻撃は強力。

#### 未来
ホシミン001
種族 - きかい/スピード - ふつう
星見のとうの警備ロボット。可愛らしく、マスコットの役目も与えられている。
サイバーニンジャ
種族 - ようかい/スピード - はやい
タイムスリップによって戦国時代からやってきた忍者が、未来テクノロジーで武装した。素早い動きは、誰にも見破れない。
スターエンジェル
種族 - そら/スピード - はやい
星の海を漂うクリオネのような生き物。旅が大好きで、いろいろな星の人と仲良くなりたいと思っている。しかし、そのスキンシップはバトルそのもの。
グラン・ダイン
種族 - きかい/スピード - はやい/ビッグ
未来基地を守るスーパーロボット。タイムダインが、自ら制作した無敵のメカ。
うちゅうウナギ
種族 - まもの/スピード - おそい
珍しい宇宙のうなぎのような生き物。太鼓の達人シリーズに登場するちょうちんうなぎと似ている。
オールド・ワン
種族 - みず/スピード - はやい
すべてが謎に包まれた究極生物。あらゆる生き物のもとになる存在ではないかと言われている。
アイドロイド
種族 - きかい/スピード - ふつう
実態が存在しないホログラムのアイドル。青い体をしている。性格や見た目をファンの好みに合わせて変えることが出来るが、いつか本当の自分を見てくれるファンが現れると信じている。
インセクター
種族 - むし/スピード - 超はやい
蜂、カマキリ、ちょうちょのイケてるところを合わせた虫タイプの改造兵士。侵入者をクールに追い詰める。
オメガザウルス
種族 - きょうりゅう/スピード - 超おそい/ビッグ
古代の恐竜を改造し、高い戦闘力を備えたメカ恐竜。口からすべてを破壊するレーザーを放つ。

#### その他
立つドン
二足歩行する和田どん
ニコニコ動画の公式生放送で公開されたQRコードを読み込ませることで仲間になる。
立つカツ
二足歩行する和田どん「立つカツ」の亜種的存在で二足歩行する和田カツ。
公式攻略本購入特典で、本に掲載されているQRコードを読み込ませることで仲間にできる。
以下は全て『3DS2』初登場。
タックン
声 - 渕崎けけろ
チックンと歴史を守る仕事をしているからくりウサギ。片耳が「時空フォン」というレーダーになっており、外すことも可能。
次回作の3DS3では、QRコードを読み取ると、チックンともに仲間になる。(Nintendo Switchリメイク版では、出会いの泉で仲間になる)「パズル&ドラゴンズ」コラボではチックンと共に登場している。
チックン
声 - 西谷朝陽
懐中時計の形をしているタックンの友達。時の石を秘めており、時空改変を目論むタイムダイン一味に狙われている。次回作の3DS3では、QRコードを読み取ると、タックンともに仲間になる。(Nintendo Switchリメイク版では、出会いの泉で仲間になる)「パズル&ドラゴンズ」コラボではタックンと共に登場している。

#### ボス
タイムダイン教授
声 - 深津智義、矢吹高音（少年期）
タイムダイン一味のリーダー。ある目的でチックンを手に入れようとしている。本作のラスボス。
その正体は未来人で、本名は「ナジム・タイムダイン」。一人称は「私」母親のサラ（声: 村椿玲子）に病気で先立たれた過去を持ち、その過去を書き換えるためにチックンのパーツのひとつである「時の石」を狙っていた。最終的に幼少期のタイムダインが医者になることを決意したことにより未来が書き換えられ、病気が完治し時空を超えてやってきた母と再会を果たす。その後、どん達に未来をより良い世界にするために働くことを誓い、母と共に元居た世界へ帰っていった。
根はやさしい性格で、それぞれの時代で周囲の人々から疎まれはぐれ者としてさ迷っていたピエトロたちを受け入れて面倒を見ており、恩義を感じた三人からは敬愛の念を抱かれている。
バトルでは時の石で譜面を隠し、その後音符を吸い込む。吸い込まれた音符は放出され、高速で流れてくる。曲は「Time to dine」。曲名の由来は彼の名前。
一度倒された後、時の石で強化し、連戦となる。曲を早送り・早戻ししたり、音符をワープさせたりする。曲は「Time to dine II」。上記「Time to dine」のアレンジ曲である。なお、「Time to dine II」は「演奏モード」に収録されていない。
ピエトロ
声 - JOY
タイムダイン一味の手下。オカマ。トリッキーな動きで敵を惑わす。一人称は「アタシ」心に決めた相手がいるらしい。赤いミニシルクハットにピンクのおかっぱ髪に、水色のアイシャドウと紫色の口紅、顎はケツアゴで薄い髭が生えている、肩には長いモフモフを付けており赤いネックレスにピンク色のワンピース、肘より長い白い手袋と赤いニーハイブーツを身につけている。
元々は別の時代の者なのだが、ヘルガとダーナム同様爪はじきに使われていて居場所が無く、悩んでいたところをタイムダイン教授に「仲間にならないか」と誘われ今に至り、彼への恩を報いる為に活動する。
ストーリーモード最初のボス。
エンディングではファッションモデルになっている。
バトルでは譜面にキスマークを付着させる。曲は「フニクリ・フニクラ」。
ヘルガ
声 - 貴坂理緒
タイムダイン一味の手下で紅一点。一人称は「わたし」または「ヘルガ」になる。語尾に「〜だしー」をつけることが多い。タイムダイン一味の手下の中では小柄な体格で、青緑色の髪に赤縁眼鏡を掛け、後ろに機械をしょっている。発明家で、IQは高いが、ドジでツメが甘く、おっちょこちょいである。
マリーのライバルのエリーゼに変装してチックンのパーツを奪おうとした。
第2章・近世ヨーロッパのボス。
エンディングでは科学者になっている。
バトルでは爆弾を投げる。曲は「リバイバー」。
ダーナム
声 - 福田純
タイムダイン一味の手下。
大柄な体格で、大怪我を負ったところをタイムダイン教授に改造されて生き延びた。片言でしゃべり、強くなることを一番に考える戦闘マニア。自称「トテモツヨイ」人である。一人称は「オレサマ」や「オレ」。赤いモヒカンに左半分の顔がメタリックデザインとなっており、左腕が鋼鉄で腕からビームや銃弾で攻撃することが出来る。体もメタリックデザインとなっている。
第6章・ヒコーキ時代のボス。
エンディングでは格闘技のチャンピオンになっている。
バトルでは譜面を砲撃したり、歯車や爆弾などを落としたりする。曲は「ナイトメア・サバイバー」。
ピエトロ・ヘルガ・ダーナムは、タイムダイン戦前に再戦となり、ビームで譜面を隠す。曲は「The Carnivorous Carnival」。
アシハラ童子
声 - 福田純
第1章・戦国時代のボス。子供たちを次々と捕まえる鬼であり、町の人々から恐れられていた。しかしその理由は友達が欲しかったからであり、バトル後はノブナガと和解する。一人称は「オイラ」チックンのパーツのひとつである長い針を剣として使っていたが、ノブナガ達と和解したため長い針をタックンにあげた。バトルでは譜面に雷を落とす。曲は「らいとにんぐ ぱっしょん」。
体験版ではヘルガが変装している。
ギガントレックス
第3章・恐竜時代のボス。巨大な恐竜。
ラッキオが住んでいる村を襲ったが、実はタイムダインに機械で操られていた。本当は心優しく、肉より野菜のほうが好き。倒された後はどん達と同行する。バトルでは地面を隆起させたり、溶岩を噴出させたりする。曲は「めたるぽりす」。
ファラオキマイラ
声 - 荒川虎鉄、西谷朝陽
第4章・古代エジプトのボス。ピラミッドに潜む、犬、猫、はやぶさの3つ首が生えた魔獣。チックンのぜんまいで合体し、魂が宿る。バトルでは砂嵐で、音符の見分けをつかなくする。曲は「ザストゥールの魔道書」。
アンドレア
声 - 荒川虎鉄
第5章・海賊時代のボス。世界の海をまたにかけるライオンの姿をした百獣の大海賊。一人称は「オレさま」気性は荒いが、母親には頭が上がらない。タイムダイン教授にお宝の場所を教えられていたが、本当は宝箱の中に宝はどこにもなく、タイムダイン教授に騙された怒りでダーナムを拳で殴ろうとしたが殴り返されてしまう。このままクリスから宝箱を奪おうとしたが、クリスの母親の病気を治すために必要な物だったことに感動して大号泣した。その後クリスと和解して、母親の面倒を見るようになった。バトルではイカリを投げ、乗組員を呼び出す。曲は「オレサマパイレーツ」。

#### 味方
ノブナガ
声 - 後藤那月
戦国時代に登場する尾張の町の好奇心旺盛なサムライの男の子。織田信長をモチーフにしている。一人称は「オレ」わんぱくだが、友情にも熱く、弱い者を放っておけない、勇気溢れた性格。仲間思い。新しいものや、珍しいものが好き。体験版ではマリーと共に仲間になる。「タケチヨ」と言う弟と「市姫」と言う妹がいる。
マリー
声 - 春李めぐみ
近世ヨーロッパに登場するフランスのお姫様。
家庭的なオーストリア宮廷からフランス王太子ルイの婚約相手としてフランスに来たが、窮屈なフランス宮廷にうんざり気味。ちょっとわがままだが、みんなを思いやれる優しい性格。お気に入りのティーセットで、紅茶を入れるのが得意。体験版ではノブナガと共に仲間になる。
ラッキオ
声 - 福田純
恐竜時代に登場する青い恐竜人の若者戦士。頭もいいため、村の中ではリーダーのように頼られているが、実はカナヅチである。アレンカというフィアンセがいる。
アレンカ
ラッキオのフィアンセ。
クレオパトラ
声 - 大咲茉菜
古代エジプトに登場するエジプトの、のんびりでマイペースなお姫様。
「永遠の美しさ」をもたらすと言われる秘宝を探し求めていたが、実際に手に入れたのはキンニクであった。
クリス
声 - 笑兵衛
海賊時代に登場する船乗り見習いの男の子。一人称は「オイラ」や「オレ」あこがれの海の男に、まず見た目から入ろうとしたが、騙されて海賊の服を買ってしまった。母親の病を治すために宝探しを行っていた。後のクリストファー・コロンブス。
ローズ
声 - 愛原圭織
海賊時代に登場。クリスの幼馴染の少女。クリスを追いかけて、旅をしていた。
クリス曰く家がとなりなだけという理由で仲良くしているらしい。ツンデレなところがある。ちなみに、海賊帽子はクリスからもらったもので、とても大切にしている。第5章クリア後に仲間になる。
ライト兄弟
ウィルバー - JOY/オーヴィル - Kyah
ヒコーキ時代に登場する、エンジニア兄弟。
いつか飛行機を作って、大空を飛びたいという夢を持っている。兄のウィルバーは冷静で真面目な性格で、ゴーグルや青いマフラーを身に着けている。一人称は「ぼく」。弟のオーヴィルは、金髪で赤いツナギを着て、よくスパナを手に持っている。一人称は「オレ」。

### ミステリーアドベンチャー

#### 味方
ティア
声 - 井上ほの花
ポポカカと共にやってきたふしぎな雰囲気を持つ謎の少女。朱色のフード付きマントを身につけていて、銀色の髪に白い衣装を着て、いつも杖を持っている。「オーパーツ」という、世界を守るための宝を求めて、どん達と冒険の旅に出る。とある理由でポポカカの手伝いをしている。物語の途中から瞳の色が水色になり様子がおかしくなるが、ポポカカの超能力で動いていたことが終盤で判明される。エンディング後は彼女の本来の姿がどんちゃんとかっちゃんの前で映し出されている。(朱色と白のパーカーを着ていて、ポポカカを背負っている。)
ポポカカ
声 - 諸星寛司
ティアと共にやってきたフワフワと空中に浮かぶ、謎の生き物。色々なことに詳しくて頼りになるが、言葉使いがちょっと悪く。サルと言われると怒る。でも、好きな食べ物はバナナである。一人称は「オイラ」朱色のちょんまげと衣装を身につけていて、肌色は青である。物語の最後では二人のお迎えがUFOだったことが判明する(かっちゃんに二人は宇宙人と驚かれたが、ティアは地球人である)
ヘラクレス
声 - 武田直人
格闘技が得意なギリシャの英雄で、どんちゃん達が旅に出て初めて仲間になるキャラクター。出会った当初はドラゴン(龍脈)退治に失敗してしまい、更に大事な首飾りをなくしたことで落ち込んでいたところをどんちゃんとかっちゃんが太鼓の演奏をしたことで元気になり、仲間になる。体験版では崩れた柱の目の前で仲間になる。その後、幽霊や、高いところや寒いところ、泳げないためか水中が苦手だったりと、見た目と体型に反して苦手なものが多い。後述のヘキサグリアメンバーのアーノルドと意気投合しており、互いを我がライバルと呼びあっている。
マケマケ
声 - 福田純
イースター島の老人。ヘラクレスからは『ご老体』と呼ばれており、体が石で出来ている。そのため身体が異常に重く怪力自慢のヘラクレスですらも音をあげていた。かつて邪悪な魔物と戦ったのち、村を見守る為に自身の身体を石に変え、再びその時が来るまで眠りについていた。本編にて現代の彼の活躍は伝説として語り継がれており、龍脈コカトリスが暴れ始めた事をきっかけに再び目覚めた。当初は自身が村から消えたモアイ像であることを忘れていたが、コカトリスの光線が効かなかった際にすべてを思い出し、どんちゃん一行に加わる。
チャスカ
声 - 渕崎けけろ
マチュピチュの巫女。少し気弱な性格。藍色の髪の毛に二つ編みをしていて、背中には羽がついている。ポポカカからはちゃん付けで呼ばれている。ティアからは最初はさん付けで呼ばれていたが、ケツァルコアトル圧倒後は、互いに呼び捨てで呼び合うようになった。高いところから落ちた人を助けるなど優しい一面もある。
スサノオ
声 - kyah
邪馬台国にいた少年。正義感が強いが、無鉄砲な性格。幼馴染みのクシナダを龍脈のヤマタノオロチの生贄にさせることを止めようとしていたところをどんちゃん一行と出会う。氷の洞窟の大穴の奥に龍脈がいると言う言葉で調子に乗って大穴にダイブして落ちてしまったことがあったが、そこをチャスカに助けられた。
クシナダ
声 - 琴石ゆうひ
イエティ
声 - 持本耕佑
南極大陸に棲む雪男の息子。「イエ」しか喋れないため、チャスカが通訳している。氷の大岩がチャスカとスサノオの頭上に落ちてきそうになった時は、命懸けで二人を助けたが、それで氷の大岩につぶされてしまう。その結果、命に別状はなく無事だった。

#### ヘキサグリアと龍脈の魔物
リリィ
声 - 琴石ゆうひ
魔導結社ヘキサグリアの一員である魔法少女。一人称は「あたし」。イメージカラーはピンク。ピンク色の髪に三つ編みをしていて、黒いマントに、とんがり帽子に黒い手袋をつけている。
初登場時は博物館にあった獅子の牙の首飾りを見つけ、退場していた為、どんちゃん達から「ドロボー女」と呼ばれていた。終盤では、裏切ったデボラに洗脳されたアーノルドとマティウスを助けるためにどんちゃん達の仲間になる。チョコパフェが好物。バトルでは3回戦うことになる。2つの魔法陣を召喚し、音符をワープさせる。曲は「闇の魔法少女」。ピンチ状態になると目がぐるぐるになる。
アーノルド・クロウガイア
声 - そたいくん
魔導結社ヘキサグリアの一員の大男。イメージカラーは黄色。一人称は「私」。黒い帽子と、黄色い髭に、茶色の瞳をしている。肉弾魔導術の使い手でヘラクレスをライバル視している。
終盤では、マティウス共々裏切ったデボラに洗脳されてしまうが、どんちゃん達の力で正気に戻り、リリィと同じく、マティウスと共にどんちゃん達の仲間になる。バトルでは4回戦うことになる。(洗脳コンビを含め)鉄アレイを譜面に突き刺して引っ張り、可視範囲を狭める。曲は「AWAKE～マッスル目覚めのテーマ～」、「アレキサンダーのテーマ」。ピンチ状態になると片膝を着いて目が黒目になる。
マティウス・アクアディア
声 - JOY
魔導結社ヘキサグリアの一員の少年。ヘキサグリアのメンバーの中では最後に登場した。イメージカラーは青。一人称は「ボク」。瞳の色は緑。左目は前髪で隠れている。口元は常に隠している。宙に浮かぶ手(手袋)を二つ持っており、本人曰く、『奥の手』が浮いている。超能力の使い手であり、最年長のデボラですらも彼の実力を認めている。
終盤では、アーノルド共々裏切ったデボラに洗脳されてしまうが、どんちゃん達の力で正気に戻り、リリィと同じく、アーノルドと共にどんちゃん達の仲間になる。バトルでは3回戦うことになる。(洗脳コンビを含め)『奥の手』で音符の大きさや速度を変える。曲は「秋竜 ～shiuryu～」。ピンチ状態になるとアーノルドと同様片膝を着いて少し苦しそうな表情になる。
デボラ・イグニスパダ
声 - 井上喜久子
魔導結社ヘキサグリアの一員で最古参メンバーである老婆。イメージカラーは紫。一人称は「ワシ」若返った姿では一人称は「私」。スサノオやポポカカからは度々『汚ねえバアさん』と呼ばれており、その度に「『やる事が汚いバアさん』と呼べ!」と訂正している。本人曰く、「若い頃は超絶にモテモテ」だったらしい。
終盤では、龍脈の力で若返った姿となって本性を現し、真の目的は全ての龍脈の力を消し去り、オーパーツの真の力を解放させ、龍脈の力を手にすることだったと目的を明らかにし、アーノルドとマティウスを洗脳して連れ去り、リリィを始末しようとするが、ティアがリリィを庇ったことで失敗に終わる。その後、魔導結社ヘキサグリアの本拠地「ヘキサグリア城」の最深部でどんちゃん達と戦うも、敗れてしまい、姿を現した真のラスボスである龍脈の王に不要とされ、切り捨てられてしまう。龍脈の王が倒された後は元の老婆の姿に戻り自身の行いを反省し、どんちゃん達に謝罪した。
バトルでは4回戦うことになる。(真の姿を含め)炎で音符の色を変えたり、偽音符を召喚したりする。曲は「テルミン狂想曲」、「魔方陣 -サモン・デルタ-」。ピンチ状態になると髪がボサボサになり少し焦る。龍脈の力で若返った時は4つの魔法陣から音符を出現させる。曲は「クレイジービューティー」。ピンチ状態になると少し苦しそうな表情になる。南極ではリリィとデボラ、アトランティスではデボラ以外の3人、ヘキサグリアでは洗脳コンビ（アーノルドとマティウス）と戦う。曲は「魔導幻想曲」。
リヴァイアサン
ギリシャの龍脈が意識を持った赤いドラゴン。
バトルでは溶岩を吐き出し、譜面に付着させる。また、溶岩は一定時間経過で爆発する。曲は「ソウルキャリバーⅢ」。
コカトリス
イースター島の龍脈の化身。黄色いドラゴン。
バトルでは光線を放ち、木や雲などを石化して降らす。曲は「SORA-Ⅵ  火ノ鳥」。
ケツァルコアトル
マチュピチュの龍脈の化身。緑色の東洋竜。
バトルでは風を吹かせ、音符の表裏を回転させる。曲は「KUSANAGI」。
ヤマタノオロチ
邪馬台国の龍脈の化身。青色の8つ首竜。
バトルでは酒息で音符を酔わせる。曲は「カグツチ」。
ドラゴニュート
南極の龍脈の化身。
バトルでは分身を呼び出し、音符を黒くする。曲は「Heaven's_Rider」。
クラーケン
アトランティスの龍脈の化身。1つ目の海蛇の怪物で、外観はアオミノウミウシを巨大化させた様な姿をしている。バトルでは水流で音符の速度を変える。曲は「SORA-Ⅲ  ヘリオポーズ」。
龍脈の王
地球の源より生まれ、6つの龍脈を束ねる暗色の巨大なドラゴン。本作のラスボス。
バトルでは譜面を下画面に落とし、上下に揺らす（Switch版では1画面のため、譜面を2分割し、それぞれ画面の左右両端に縦に配置する攻撃に差し替えられている）。また、譜面を回転し、音符を逆走させる。顔や胴体で譜面の一部を隠すこともある。曲は「龍脈の王」。龍脈の声は全て持本耕佑が担当。

#### ギリシャ
タウロスケン
コスト - 2/スピード - はやい/バトルタイプ - きんきょり
服を着て、靴を履いた馬。
ハッシラー
コスト - 2/スピード - ふつう/バトルタイプ - ちゅうきょり
一つ目の柱。
スキューラ
コスト - 2/スピード - おそい/バトルタイプ - まほう
緑色の髪に、ドレスを着た少女。
アリスとテレス
コスト - 2/スピード - はやい/バトルタイプ - かいふく
二人組の少女。金髪で赤い服を着て赤いリボンをしているのがアリス。青緑の髪にメガネをかけて、本を読んでいるのがテレス。ふたりの名前の由来は「アリストテレス」。戦うと、アリスが付けている赤いリボンがドロップする。
ブリフォン
コスト - 2/スピード - はやい/バトルタイプ - えんきょり
タカの足に翼があるブリ。たくさん集まると、ブブリフォンと言う大きなブリフォンになる。
チビベロス
コスト - 2/スピード - はやい/バトルタイプ - ぼうぎょ
三つ首の小さいケルベロス。
サイクロップ
コスト - 3/スピード - おそい/バトルタイプ - ちゅうきょり
筋肉ムキムキな青鬼。
グラディエータ
コスト - 4/スピード - ふつう/バトルタイプ - きんきょり
赤と黄色の鎧を着た戦士。

#### イースター島
ハイビー
コスト - 2/スピード - ふつう/バトルタイプ - かいふく
ハイビスカスの姿をした少女。
ポリモンキー
コスト - 2/スピード - おそい/バトルタイプ - ちゅうきょり
槍を持って、お面をかぶった猿。
どくやガエル
コスト - 2/スピード - ふつう/バトルタイプ - えんきょり
水色のカエル。弓を持っている。
ツインスネイク
コスト - 2/スピード - ふつう/バトルタイプ - きんきょり
顔が二つある青いスネイク。
カモフラバット
コスト - 2/スピード - はやい/バトルタイプ - まほう
紫色のこうもり。
インセクトン
コスト - 2/スピード - ふつう/バトルタイプ - えんきょり
ミノムシのような虫。
まんぷくワニ
コスト - 3/スピード - 超おそい/バトルタイプ - かいふく
腹がまんぷくになっているワニ。
ラフカルゴ
コスト - 3/スピード - おそい/バトルタイプ - ぼうぎょ
赤い殻のかたつむり。殻なしだと、ナメクジ。
なみのりモアイ
コスト - 4/スピード - ふつう/バトルタイプ - ちゅうきょり
波に乗ったモアイ。よく日に当たると体からモア石がとれる。

#### マチュピチュ
スピリットリオ
コスト - 2/スピード - 超おそい/バトルタイプ - まほう
3つの紫色の光の物体。
ポワポワソン
コスト - 2/スピード - ふつう/バトルタイプ - ぼうぎょ
風船のようなフグ。
アサルトバード
コスト - 2/スピード - はやい/バトルタイプ - きんきょり
銀色の刃を持った鳥。
トゥミ
コスト - 2/スピード - おそい/バトルタイプ - ちゅうきょり
金色の戦士。
マキマキザル
コスト - 2/スピード - 超はやい/バトルタイプ - えんきょり
猿。姿はナスカの地上絵の猿をモチーフにしている。
フサタカ
コスト - 3/スピード - はやい/バトルタイプ - ちゅうきょり
金色の髪が生えたタカ。
ホバードッグ
コスト - 3/スピード - はやい/バトルタイプ - きんきょり
しっぽを振り回している犬。
アルパカセレブ
コスト - 3/スピード - ふつう/バトルタイプ - ちゅうきょり
セレブなアルパカ。
シルフルール
コスト - 4/スピード - ふつう/バトルタイプ - かいふく
大きな花の上に乗った少女。
やまくじら
コスト - 4/スピード - 超おそい/バトルタイプ - きんきょり
背中が山のようなくじら。

#### 邪馬台国
コオニガール
コスト - 2/スピード - ふつう/バトルタイプ - きんきょり
ピンク色の子鬼。ドレスに赤いリボン姿で、可愛らしい外見をしている。集まると、オオオニガールになる。
こっくりさん
コスト - 2/スピード - 超おそい/バトルタイプ - かいふく
寝ている狐。
どきせんにん
コスト - 2/スピード - おそい/バトルタイプ - ちゅうきょり
体が土器の仙人。頭に天使の輪がある。
おばけみこ
コスト - 3/スピード - ふつう/バトルタイプ - まほう
黒髪ポニーテールに、白い服を着たおばけの巫女。手には青葉の葉っぱを持っている。薬の材料になる。後ろには、青いお化けがいる。
どぐうせんし
コスト - 3/スピード - ふつう/バトルタイプ - ぼうぎょ
土偶の戦士。
からすてんぐ
コスト - 3/スピード - はやい/バトルタイプ - えんきょり
烏天狗の妖怪。
かっぱニンジャ
コスト - 3/スピード - おそい/バトルタイプ - ちゅうきょり
忍者の格好をした河童。
タケミカヅチ
コスト - 4/スピード - おそい/バトルタイプ - まほう
雷の物体。
あばれアオオニ
コスト - 4/スピード - おそい/バトルタイプ - ちゅうきょり
大きなこん棒を持った青鬼。

#### 南極
ヒトガッター
コスト - 2/スピード - はやい/バトルタイプ - ちゅうきょり
手の付いた魚。
ソルベスライム
コスト - 2/スピード - おそい/バトルタイプ - かいふく
氷が乗ったスライム。
チュパカブラ
コスト - 2/スピード - 超はやい/バトルタイプ - きんきょり
舌から氷を出しているカブラ。
ハンマーテイル
コスト - 3/スピード - 超おそい/バトルタイプ - ちゅうきょり
しっぽがハンマーになっている怪物。
フラットウッズ
コスト - 3/スピード - おそい/バトルタイプ - まほう
紫色の化物。
アイスファング
コスト - 3/スピード - ふつう/バトルタイプ - きんきょり
真っ白な怪物。
モスマンモス
コスト - 4/スピード - おそい/バトルタイプ - えんきょり
紫の羽が生えたマンモス。
ブラキオウ
コスト - 4/スピード - おそい/バトルタイプ - ぼうぎょ
王の冠とマントをつけた恐竜。
デンギンおやこ
コスト - 4/スピード - おそい/バトルタイプ - かいふく
黄色い親と茶色の子供の親子。へそくり魚を隠し持っているが、みんな知っている。

#### アトランティス
ばくれつウニ
コスト - 2/スピード - はやい/バトルタイプ - きんきょり
一つ目のウニ。
オチャランゴ
コスト - 2/スピード - ふつう/バトルタイプ - かいふく
上に黄色い生物がいるイソギンチャク。
ドリルガイ
コスト - 2/スピード - ふつう/バトルタイプ - ちゅうきょり
ドリルのような紫の貝。
ウィンディーネ
コスト - 3/スピード - 超おそい/バトルタイプ - まほう
黄色い羽衣に、青い髪に、虹色の玉を持った少女。
オウムガイ
コスト - 3/スピード - ふつう/バトルタイプ - えんきょり
大砲のついた貝。
ペテンギョ
コスト - 3/スピード - はやい/バトルタイプ - ぼうぎょ
青い魚。
シャコポクサー
コスト - 3/スピード - おそい/バトルタイプ - きんきょり
二つのハサミを持ったザリガニ。
マーマンナイト
コスト - 4/スピード - はやい/バトルタイプ - ぼうぎょ
やりをもったナイト。
ギョセイドン
コスト - 4/スピード - はやい/バトルタイプ - ちゅうきょり
機械の人魚。

#### ヘキサグリア城
ハイイロカブラ
コスト - 2/スピード - はやい/バトルタイプ - かいふく
その名のとおり、灰色の株。雑巾がある。
マホウのホウキ
コスト - 2/スピード - 超はやい/バトルタイプ - きんきょり
その名のとおり、魔法の箒に魂がやどった姿。
ドローンアイ
コスト - 3/スピード - 超はやい/バトルタイプ - えんきょり
緑色のドローン。
キャットガール
コスト - 3/スピード - はやい/バトルタイプ - きんきょり
猫の少女。
マイゴデス
コスト - 3/スピード - ふつう/バトルタイプ - ちゅうきょり
あんぜんガマをもった死神。あつまると、大きな死神になる。倒すとドロップするあんぜんガマは、厳しい検査に合格した一級品。
てんさいオーク
コスト - 3/スピード - おそい/バトルタイプ - ちゅうきょり
メガネをして、服を着た豚。
ガーゴイル
コスト - 4/スピード - おそい/バトルタイプ - きんきょり
石を持った悪魔。
ドムングルス
コスト - 4/スピード - おそい/バトルタイプ - まほう
不気味な外見をした怪物。かおはどんちゃんと同じ顔。

#### 合成の大釜
各キャラの組み合わせで合成すると生まれる仲間。一度合成したらもとに戻せない。
マグマゴーレム
コスト - 4/スピード - 超おそい/バトルタイプ - ぼうぎょ
サイクロップとグラディエータを合成すると仲間にできる。マグマの力があるゴーレム。
ブブリフォン
コスト - 16/スピード - 超はやい/バトルタイプ - えんきょり
ブリフォン4体合成すると仲間にできる。巨大なブリフォン。
カブファイター
コスト - 4/スピード - おそい/バトルタイプ - きんきょり
インセクトンとなみのりモアイを合成すると、仲間にできる。
カパクック
コスト - 4/スピード - はやい/バトルタイプ - えんきょり
フサタカとトゥミを合成すると仲間にできる。鶏のような外見をしている。
ライキシン
コスト - 4/スピード - ふつう/バトルタイプ - きんきょり
タケミカヅチとあばれアオオニを合成すると仲間にできる。
オオオニガール
コスト - 16/スピード - ふつう/バトルタイプ - きんきょり
コオニガールを4体合成すると仲間にできる。巨大なコオニガール。四つ角の星のハイライトがある。
アンギョマン
コスト - 4/スピード - はやい/バトルタイプ - きんきょり
ヒトガッターとソルベスライムを合成すると仲間にできる。アンコウのようなランプもある。
タイホウムシ
コスト - 4/スピード - 超おそい/バトルタイプ - えんきょり
オウムガイとギョセイドンを合成すると仲間にできる。大砲に虫が乗っている。
トレント
コスト - 4/スピード - おそい/バトルタイプ - ぼうぎょ
ハイイロカブラとガーゴイルを合成すると仲間にできる。枯れ木のような外観に、木の盾を持っている。
オモイデス
コスト - 16/スピード - おそい/バトルタイプ - ちゅうきょり
マイゴデスを4体合成すると仲間にできる。大きいガマをもったマイゴデス。
ハコいりむすめ
コスト - 3/スピード - 超おそい/バトルタイプ - まほう
キャットガールとミミックを合成すると仲間にできる。箱の中に、オレンジ色の髪をした少女が入っている。

#### その他
エッグキング
コスト - 16/スピード - 超おそい/バトルタイプ - まほう
操作中に出てくる金色のシンボルに出現する。すべての場所、コインで仲間にできる。大きな黄色の体に、王の冠とマントをしている。
ミミック
コスト - 3/スピード - 超おそい/バトルタイプ - ぼうぎょ
宝箱のふりをして相手を襲う箱の怪物。マチュピチュから登場。宝箱のふりをしている宝箱を調べるとバトルになる。コインでも、仲間にできる。

#### ゲストキャラクター
ほかの作品のキャラクターが登場。全員コインで仲間にできる。
成歩堂 龍一
コスト - 3/スピード - おそい/バトルタイプ - ぼうぎょ
『逆転裁判』に登場。逆転のコインで仲間にできる。
ジバニャン
コスト - 2/スピード - ふつう/バトルタイプ - きんきょり
『妖怪ウォッチ』に登場。前作も登場していたが、スピードは、少し遅くなっている。妖怪のコインで仲間にできる。
カービィ
コスト - 2/スピード - ふつう/バトルタイプ - まほう
『星のカービィ』に登場。星のコインで仲間にできる。
デデデ大王
コスト - 4/スピード - おそい/バトルタイプ - ちゅうきょり
『星のカービィ』に登場。カービィのライバル。星のコインで仲間にできる。
博麗霊夢
コスト - 3/スピード - ふつう/バトルタイプ - ちゅうきょり
『東方project』に登場。博麗神社の巫女。東方のコインで仲間にできる。
霧雨魔理沙
コスト - 3/スピード - おそい/バトルタイプ - まほう
『東方project』に登場。魔法使い。東方のコインで仲間にできる。
十六夜咲夜
コスト - 3/スピード - ふつう/バトルタイプ - えんきょり
『東方project』に登場。紅魔館のメイド。東方のコインで仲間にできる。
まうちゅー
コスト - 2/スピード - ふつう/バトルタイプ - かいふく
太鼓の達人15周年のキャラクター。太鼓のコインで仲間にできる。
ラキたま
コスト - 2/スピード - ふつう/バトルタイプ - かいふく
『かみさまみならい ヒミツのここたま』に登場。色鉛筆のここたま。色鉛筆のコインで仲間にできる。
モン
コスト - 2/スピード - ふつう/バトルタイプ - えんきょり
『モンスターハンター』に登場。前作にも登場していた。ハンターのコインで仲間にできる。
ハン
コスト - 2/スピード - はやい/バトルタイプ - きんきょり
『モンスターハンター』に登場。前作にも登場していた。ハンターのコインで仲間にできる。

### あつめて★ともだち大作戦!
ミケにゃん
大人しくて甘えん坊な三毛猫。日向ぼっこやなでなでしてもらうのが大好き。ミルクを飲むとニャアニャアと鳴く癖がある。
モフにゃん
モップのフリをしてイタズラをする白猫。モップのフリをするのは好きだがモップの代わりとして掃除される事は絶対に嫌がる。
クロにゃん
真っ黒でスマートな黒猫。キラキラ光る魚に目が無い。暗闇で目を瞑れば上手く隠れられるのでかくれんぼが得意。
スコっち
マイペースでダラダラ出来ると幸せなスコティッシュフォールド。ナマケモノをライバルと思っている。シャケが大好きで、「シャケもってこーい！」が口癖。
ダックン
ダックスフント。暇になると自分の尻尾を追いかけて目が回るのを楽しんでいる。シャンプーが好きでドライヤーをしてもらうとウットリする。
しばごろう
五匹兄弟の柴犬。いつも元気に丸まった尻尾をフリフリして遊んでオーラを出している。
トイプー
トイプードル。歩き回ると足にホコリが付いたり、自分の毛で前が見えなくなってしまう事がある。掃除が得意。
プルプル
チワワ。その瞳でおねだりすると、おやつをゲットできるので人生ラクチンだと思っている。常に寒がりでいつもプルプルしている。
パグわん
パグ。見るものすべてを不思議に思い、あれナニ？といつも考えている。膝の上で撫でられると、嬉しくて考え事を忘れてしまう。
ロプたん
ロップイヤー。お洒落なウサギで、耳を垂らしているのが自慢。人参が歯に挟まって気になっているため常に口をもぐもぐしている。
ウサミさん
その昔、カメを馬鹿にして痛い目に遭ってから心を入れ替えたウサギ。今はカメをリスペクトしているのでカメ太と仲良し。
ころころハム公
食いしん坊なハムスター。その名の通りまん丸な体型をしており、この頃、走るより転がる方が速いらしい。お腹が空くとリッスーにヒマワリの種を貰いに行く。
ハリボー
ハリネズミ。ツンツンとした見た目だが、実際は非常に臆病者で本当は皆と仲良くなりたい模様。ころころハム公とは非常に仲良し。
リッスー
食いしん坊なリスで、口の中におやつのヒマワリの種がたくさん入っている。歯磨きをすると種が落ちる為、ころころハム公がそれを貰う。
ナナちゃん
とても鮮やかな声で一羽になると人を呼ぶ声で鳴くインコ。お日様の匂いがする。
ハカセ
知らない事以外とにかく何でも知っているミミズク。知っている事を言われると、ホウホウと聞いてから更に詳しい事を教えてくれる。
ハヤブン
新幹線と同じ位素速く飛べるハヤブサ。その素早さでおやつをゲットする。トイレも素早く就寝も早い。
アヒルン
大空を飛ぶ為のイメージトレーニングをお風呂でしているアヒル。しかし飛ぶより泳ぐことが得意らしい。
フラメンゴ
片足立ちが得意なフラミンゴ。時々夜に千鳥足で帰って来て「マジフラメンゴ！」と言い柱に謝罪をする。
イワトB
イワト家の次男のイワトビペンギン。黄色い眉毛が格好いいイケメンペンギン。兄にイワトA、弟にイワトCが居るらしい。
アザゴロン
寝ながらアイスを食べるのが大好きなアザラシ。どうしたらやる気が出るのか考えながら寝るのが癖になっている。
カメ太
その昔、かけっこでウサギに勝って気持ちが強くなったカメ。「やればできる」が口癖。ウサミさんとは仲良し。
モンナマ
ナマケモノ。起き上がるのも息を吸うのも目を開けるのも面倒臭いが、トイレだけは仕方がないので頑張る。
アルパ
毛がモコモコのアルパカ。ニコニコしながら「呼んだ？」と長い首を突っ込んでくる人懐っこい性格。
ハシカモン
端っこが好きなカモノハシ。「カモン！」と言ってキレッキレのダンスを見せるのが好き。生き物としての細かい事を訊かれると怒る。
パオパオ
もっと鼻が長くなりたい子ゾウ。鼻で水を噴き出してシャワー遊びが出来る。耳も大きくて団扇替わりになるので夏休みには人気者。
百獣のレオン
雄のライオン。かつてはサーカスにて火の輪くぐりをするのが仕事だったが、危険だったため引退し、現在は動物園で毎日寝ている。野生の生活に憧れている。
白虎のシマ三郎
白いトラファミリーの末っ子のホワイトタイガー。何でもバトルして白黒つけなければ気が済まないバトル好きな性格。
バナナン
ほとんど眠らなくても大丈夫なキリン。やんちゃないたずらっ子で、友達を頭に乗せて首を滑り台にして遊ぶのが大好き。
蒼狼のカミオ
絶滅したと思われていたニホンオオカミ。あまり人には懐かない。満月を見ながら一匹で散歩するのが好き。
一角の天馬
頭にユニコーンの角が生えた天馬。流れ星を見ると「セイヤ！」と叫んで走り出す癖がある。
烈火のドラコ
フェニーの住む山の洞窟に住む緑色のドラゴン。口から火を吐いてフェニーの入るお風呂を沸かしたり、食事を作って一緒に食べている。
不滅のフェニー
フェニックス。熱いお風呂に飛び込むのが大好きだが、いつも入って10数えきる前に飛び出る。

### オミコシスターズ
Youtubeアニメ『アニメば～じょん!』で初登場。
レミ
声 - ふじたまみ
元気いっぱいで細かいことをあまり気にしない、明るく活発な性格。黄緑色のロングヘアが特徴。自分の歌で世界を元気づける事を目標に活動している。
フア
声 - 永井真里子
シドの姉で、マイペースな性格。紫色のショートヘアが特徴。フワフワとした口調を特徴としていて、好きな楽曲をミックスして披露するほどのDJとしての一面も。

### その他人物、踊り子
どん子
声 - 芳野日向子（CS1～CS2、クレイアニメ）→古原奈々（CS3～）
どんかつと同じ工房で生まれ、大好きな二人の後を追って上京した恋する乙女。
『四代目』以降はどん一本に絞っているが、テーマソングと同様に、鈍感などんには満足に気づいてもらえず、その影響で逆ギレすることもあるらしい。
『六代目」ミニゲームでは、謎のキノコの影響で巨大化し、場合によって、かつのみまたは、2人を追いかけたことがある。
最終的に売地の看板に激突した衝撃でキノコを吐き出し元の大きさに戻った。
乙女だけあって、はなちゃんや猫とは仲が良い。みんなのお祭りに参加できるように舞や篠笛の練習をよくしている。初期ではかつと同じ青竹色のどん子が登場していたが、気分によって顔の色を変えているとのことで現在は朱色が中心となっている。
Nintendo Switchば〜じょん！での演奏スキルは、たたくタイミングやさしい。
お面小僧
声 - 琴石ゆうひ(きつね)(Switchば～じょん)
お面をつけた熊のぬいぐるみ。面は「きつね」「ひょっとこ」「おかめ」の3種類で、もとは川沿いに放置されていた熊のぬいぐるみ。
よくお祭りに遊びにくる。やぐら太鼓の設置や太鼓囃子。演奏ではディスコダンスもお手の物の踊り子になるなど、アクティブに見えるが、とてもシャイなのでお面を外すことはなく「きつね」、「おかめ」のみ目部分を覗かせており、一部作品では「きつね」の面が外れている、または一瞬外す場面がある。言葉は話さず「……ん」や「…！」で感情を表していた。
『switch』では3体とも同じ口調で「くっくっく」、「～ですねぇ」と喋る。
運動神経も良く、特に「きつね」は様々なミニゲームでどんやテツオと対決する。
なまはげ
声 - 不明→ならはしみき→叶 弥生(Switchば～じょん)
北陸地方出身のなまはげ。性格はとてもいいのだが、見た目が怖いため中々理解してもらえないある種損な生き物。
毎回善行を行うが、結局怖がられ、果てには漫画版では強盗と間違われたりもした。ウィンちゃんの「祭りの達人」では警察官のマッピーに誤解されたのか、追いかけられていた。
北国出身だけに、『七代目』のミニゲーム、雪合戦が恐ろしく強い。『4』『春祭り』まではなまはげの色によって目つきが異なっていた。『7』で顔の絵が若干変更されている。
最初期の設定では詳細は明かさなかったが、ししまいと共に和田どんとかつの身体となった太鼓の工房と関連があった模様。
ししまい
正月以外でも歯を鳴らして舞っている。高橋家の猫と友達で、テツオにも良く構ってもらっているらしい。当初は中に人が入っていたが、後にネコが入っているという設定となっている。
『三代目』からはデザインが変更された。
とらまい
『アニメスペシャル』初登場。ある日突然現れた謎の生き物。
八戸三社祭の「虎舞」に似ていることからこの名がついた。首がとても長い。見た目は人形だが、自身は虎だと思っている。よくキリンと間違われるらしい。
登場した初期はテツオの髪型が気になる様子だった。
かせ鳥
『七代目』初登場。上山市出身。
性格は引っ込み思案だが、祭りになると「カッカッカーのカッカッカー」と言いながら町を練り歩く。踊り子ではなまはげと違い、見かけに反して控えめに踊る。蓑に隠れており素顔は不明。浴衣を蓑の上に浴衣を着用することがある。
やつしか
『七代目』初登場。愛媛県宇和島市出身。
下半身は人型だが、詳細は不明。オスとメス角のあるタイプとないタイプがいる。踊り子では足を使った器用な踊りが得意。
ギガドーン
『DS2』の最終ボスでこのシリーズのみの登場。ドコン団が起こした事件のすべての黒幕。
初めは石像の中に潜んでいたが、ドコンに乗り移る。ドコンが倒された後は自らどんとプレイヤーに勝負を挑んだ。曲は「闇の魂」。
中国ししまい
『12』初登場。色は黄色、ピンク、紫、水色。沖縄のシーサーに似ているが、中国の獅子舞であり、日本でも中華街で見かける。長江でのんびりしていたらいつの間にか日本に流れ着き、日本のお祭りを愉快と感じてそのまま滞在する事となった。一人称は「ボク」で、協和語で喋る。
新ACからは修行の旅に出た事で登場しなくなった。
カレクッタ＝ドンディー
声 - ならはしみき / 城内由茄子 (アニメば～じょん!)
『Wii3』初登場。ゲーム中では3Pのキャラとなる。インドのマハラジャの宝物である太鼓に魂が宿って生まれた、黄色の太鼓。カレーが大好きでその評価はお墨付き。名前は、『ファミ通DS+Wii』の読者に付けられた。一人称は「ミー」(アニメば～じょん!では「ボク」)。
初期の『太鼓の達人』では魂ゲージが最大値まで貯まるとドンディーのようなカラーリングとなっていたが、現在のどん達は、光り出すように変更されている。
Nintendo Switchば〜じょん！での演奏スキルは、連打音符サポート Lv.1  ふうせん音符サポート Lv.1
よもぎまる
声 - ならはしみき / 城内由茄子 (アニメば～じょん!)
『Wii3』初登場。ゲーム中では4Pのキャラとなる。戦国時代の太鼓に魂が宿って生まれた、緑の太鼓。正義感が強いタイプ。名前は、『ファミ通DS+Wii』の読者に付けられた。一人称は「ボク」(アニメば～じょん!では「拙者」)。
Nintendo Switchば〜じょん！での演奏スキルは、魂ゲージが減りにくくなる。
みこちゃん
声 - Mitsu
『ぽ～たぶるDX』初登場。
病気で亡くなってしまった父親の後をついで、バラバラになった全都道府県の道場を元に戻そうとがんばっている。
『3DS2』ではクエスト4「大混乱！おみこし道場」で門下生と共に再登場する。
ちびどん（門下生）
『ぽ～たぶるDX』初登場。みこちゃんの道場に現れる黄色い太鼓たち。
和太鼓演舞や道場破りをクリアすることで新たに道場に入門する。口癖は「～トン」。
相手道場門下生は青色となっている。太鼓の音色でも、ちびどん音声がある。
『3DS2』ではクエスト4「大混乱！おみこし道場」でみこちゃんと共に再登場する。
ガッツイーター星のエイリアン(ガッツ・キャノンとガッツ・ジェット)
『ぽ～たぶるDX』初登場。女王の命令で悪のエネルギーを集めている。
頑丈だが頭は良くない。タイプはキャノンとジェットの2種類ある。曲は「らんぶる乱舞」(キャノン)、「スポーツダイジェスドン」(ジェット)。
デビル・どんちゃん
『ぽ～たぶるDX』初登場。おみこしバトル巡回中の中盤、悪しきエネルギーを多く溜め込んだどんが、悪魔に変身した姿。
この影響で「ぼくに感謝するドン」と傲慢な口振りとなってしまったが、元のどんと分離した。撃破後はガッツ・イーテルに食べられた。課題曲は「White Rose Insanity」。
ガッツ・イーテル
『ぽ～たぶるDX』初登場。ガッツイーター星の女王。
かなりの食いしん坊で、自身の星を食べてしまうほどである。口癖は「～わさ」。舌鼓を鳴らす。曲は「X-DAY 2000」。
アルマゲどん
『ぽ～たぶるDX』初登場。「全国おみこしバトル」の最終ボス。ガッツ・イーテルが呼び出した、どんちゃんのような形の巨大隕石。
撃破後は跳ね返され、ガッツ・イーテルたちを追っていった。曲は「サイクル・オブ・リバース」。
メイプル
声 - 小澤亜李
『Vバージョン』初登場。バイオリンを弾くことでドンだーの力を使うことができる少女。
金髪のロングヘアにアホ毛が生えていて、水色の瞳に紫色の衣装、肘より長い白い手袋と白いニーハイソックスに紫色の靴を身につけている。自分に自信を持つことが出来ない性格だが、どんちゃん達がいることで勇気を振り絞って自信を持つことができる。また、ちょっぴり泣き虫な一面もある。武器であるバイオリンは元々ヴィオリアがノイズに取り付かれる前に置いた武器である。
ノイズとたった1人で戦っていたが、どん達と出会ってからは2人でノイズ達と戦うことになった。
古代龍レヴォルシオンを追い払うのにどんちゃんと協力して討伐することができた。古代龍レヴォルシオンを再びやっつけた後は、背後から不意打ちを喰らいそうになったところをリラ･ダ･ガンバが庇ったことによってギリギリ助かったが、リラがやられてしまったことに泣いていた。その後どんちゃんとメイプルがリラを泉に連れてきたことによって復活した。ノイズに操られたヴィオリアを救出した後は、その感動で泣いてしまったり、エンディングの後は再びどんちゃんとかっちゃんに出会い、再会で喜んでしまうなど可愛い一面もある。ピンチ状態になるとアホ毛が下がり表情が少し涙目になり、負けたりクエストに失敗すると両膝を地面に着いて泣いてしまう。必殺技を使うと左手を挙げる。太鼓の達人とパズル&ドラゴンズのコラボでも登場している。
太鼓の達人『ドコドン！ミステリーアドベンチャー』では出会いの泉で仲間にできる。
リラ・ダ・ガンバ
声 - 荒川虎鉄
『Vバージョン』初登場。メイプルの身の回りの世話をしている執事のような黄色い妖精(？)。他人のことを「○○○様」付けで呼んでいる。いつもメイプルのことを心配している。その正体はヴィオリアの心の中である。ヴィオリアの心によって生まれたリラはヴィオリアがノイズに取り付いてる間にしか生きることが出来ない。どんちゃんとメイプルに撃破された古代龍レヴォルシオンが一瞬の隙をついてメイプルに攻撃しようとしたが、リラがメイプルを命懸けで庇った結果レヴォルシオンの攻撃を派手にくらい意識を失ってしまった。どんちゃんとメイプル達の演奏でリラの傷跡が引いたが、まだ動く元気がない状態である。カルマン洞でリラを助けるために、かっちゃんによってぶん回された挙句の果てには泉にほおり投げられ、再び元気を取り戻した。また、リラはヴィオリアの心の元なので、どんちゃんとメイプルがヴィオリアの体を操っていたノイズを倒した後は、意識を失ったヴィオリアの復活の源となって消えてしまった。...と思われていたが、エンディングの後はヴィオリアの力により、妖精(？)として復活を果たした。
ヴィオリア
声 - 渕崎けけろ
『Vバージョン』初登場。メイプルの姉で、ドンだーとして活動している。
村人達からの信頼も厚く、妹のメイプルにとっては憧れの存在。アインザッツ落星地のクエストに挑んで新種のノイズと戦って勝ったが、戦い疲れた彼女はアインザッツ落星地から離れて一息ついた一瞬の隙にノイズに体を利用されていた。どんちゃんとメイプルのおかげでノイズを浄化することができ元の姿に戻すことができたが、完全には浄化することができず、ノイズに再び体を利用され巨大な禍々しいノイズへと変貌した。ノイズが倒された後は意識を失っていたが、リラ・ダ・ガンバの体が突然光りだして、彼女の復活のエネルギーとなり意識を取り戻した。
立つドン
声 - 小手川拓也(Switchば～じょん)
本作のスタッフである増渕裕二がニコニコ生放送内で描いた、二足歩行できる和田どん。立っているから「立つドン」。
正面から見ると顔は真上になるので、直立するとどんちゃんの腹部分しか見えない構造になる。
2013年の公式エイプリルフール企画「DOKODON FIGHTERS」のプレイアブルキャラの1人としてイラストに描かれた他、「時空大冒険」ではニコニコ生放送内のQRコードを読み取ることで仲間になり、「Switchば～じょん」では演奏キャラクターとして(キャラ特性は「魂ゲージが溜まり難い」「タイミングが難しい」)上級者向けのキャラクターとして設定されており、「ドンダフルフェスティバル」ではストーリーに登場している。
太鼓の達人以外では下記の『ファミスタ クライマックス』で控えの野手（守備は捕手）として登場する。
立つカツ
立つドンの亜種的存在で、二足歩行化した和田かつ。公式エイプリルフール企画「DOKODON FIGHTERS」の1枚絵でかつと戦う姿が描かれている。
その後「時空大冒険」の仲間キャラとしても登場し、公式攻略本掲載のQRコードを3DS本体で読み込ませることで仲間になる。
アミティ
声 - 増己あき
『ACブルーバージョン』初登場。演奏バトルゲームの副主人公を務める騎士の女の子。
まきな
声 - 樺澤綾
2765年の未来から来た「ドンだー研究者」。工具やメカをファッションの一部にしている。頭はいいけど、若干気弱な性格。2025年4月1日に開催されたエイプリルフールイベント「襲来！闇のマキナ」では、まきな the DARKによって霊体の姿にされてしまった事があるが、どんちゃんがまきなを救出した事によって元の体に戻った。
AIどん
まきなによって開発された。AI搭載の太鼓。ドンだーとの熱い戦いを実現する機能を持つ。ドンだーに対して、強気な物言いをしてくる。
マキナ the DARK
声 - 橘立夏
2025年4月1日に開催されたエイプリルフールイベント「襲来！闇のマキナ」にて登場した、まきなと瓜二つの存在。一人称は「ウチ」イメージカラーは紫。外見は太鼓の達人の難易度「おに」を擬人化にしたような姿である。まきなの魂を奪った張本人である。基本的に台詞は、｢ざぁ〜こ♡ざぁ〜こ♡」や「ざぁ〜このくせにやるじゃん」など、メスガキキャラである。イベントの終盤では「本当のウチを見せてあげる...」と言い本性を表す、いわゆる「裏譜面」である。
好きな食べ物は「ぶどう味の風船ガム」と「ペロペロキャンディ」と「ニンニクアブラカラメヤサイマシ」である。

コタロウ（鼓コタロウ）
声 - 粕谷大介
『アニメば～じょん!』初登場。情熱的で、熱血漢のある性格。
太鼓の音楽や魅力を世界に広め、太鼓の達人になるために太鼓の里から(アニメば～じょん!としての)オミコシティへ上京してきた。
どんちゃんとは大の親友。「さいたま2000」の演奏を得意としている。
やまと（百江やまと）
声 - 永井真里子
『アニメば～じょん!』初登場。真面目で、几帳面な性格。
コタロウ達が住む「サワガシ荘」のオーナーの孫娘。コタロウ達がふざけていると叱ってくる。
実はオミコシスターズに憧れている。
シド
声 - ふじたまみ
『アニメば～じょん!』初登場。オミコシスターズのフアの弟である。
(アニメば～じょん!としての)オミコシティの最大の財産「ヤグラカンパニー」の御曹司。
社長である父親の影響もあってか、プライドが高めの完璧主義者。コタロウの事を出会って以来目の敵にしている。
ふかっちゃん
『アニメば～じょん!』初登場。側面にどくろのマークを付けている紫の太鼓。
(アニメば～じょん!としての)オミコシティで動画配信をしている一方で、どんちゃんから主役の座を奪うべくさまざまな悪だくみを企んでいる。
くもきゅん
声 - 梅澤めぐ
『ドンダフルフェスティバル』初登場。 (ドンダフルフェスティバルとしての)オミコシティに住んでいる雲の少年。
マッチョになったり猫になったりと、様々な形態に変身することが出来る。

## 他作品からのゲスト
主に踊り子としての参加になる。踊り子としての登場の場合は基本的に各キャラクターが出演している作品の楽曲でのみ登場するが、上3作品は『春祭り』以降他の楽曲でもランダムで登場することがある。Wii版、Wii U版ではMiiが踊り子（パターンによっては踊り子というよりは太鼓たたき）としてランダムに登場することがあり、ゲージがノルマを超えると表情が笑顔に変化する。
ミスタードリラー
登場作品 - AC:3～9、ドドンがドン、春祭り、アニメ祭り、3代目、アニメスペシャル、6代目、ぽ～たぶる2
ホリ・ススム、プチ、アンナ・ホッテンマイヤー、ホリ・タイゾウ、ホリ・アタル、ホリンガーZが登場。チビキャラは地底人（たまに王様も出てくる）で固定。
登場初期は「すすめ!ドリラー」で固定だったが、AC5、春祭り以降はクラシック（旧版のみ）、ゲームミュージック（ぽ～たぶる2に収録されている『魔法をかけて!』はアイドルマスターの曲のため登場しない）、ナムコオリジナルの曲に登場するようになった（『アニメ祭り』ではアニメ曲にも登場する）。家庭用では『ドドンがドン』からずっと登場していたが、業務用では『9』を最後に登場しなくなった。
風のクロノア
登場作品 - AC3～6、ドドンがドン、春祭り、アニメ祭り、3代目
クロノアなどが登場。初期はクロノア関連曲固定だったが、春祭り以降はクラシック、ゲームミュージック、ナムコオリジナルの曲に登場するようになった（『アニメ祭り』ではアニメ曲にも登場する）。『ドドンがドン』から登場するが、『四代目』以降は登場しなくなった。
基本的にPS2版のメンバーが登場する（クロノアの服デザインもPS2版のもの）が、5番目に出てくる「ヒューポー」だけはPS版（初代）からのキャラ。
もじぴったん
登場作品 - AC:3～14、ドドンがドン、春祭り、アニメ祭り、3代目、アニメスペシャル、6代目、ぽ～たぶる2、DS:初代、2、Wii作品全般
もじくんなどが登場。ゲームミュージック、ナムコオリジナル曲に登場（『アニメ祭り』ではアニメ曲にも登場する）。『ドドンがドン』からずっと登場していたが、超ごうか版を最後に登場しなくなった。逆に、PS2版・GBA版・DS版には、どんとかつがゲスト出演している。
『DS』ではある一定の条件を満たすともじくんからお手紙が届く。
ナムコット
登場作品 - AC:10～14、DS1、Wii作品全般
ナムコットメドレーの専用踊り子。それ以降はナムコのゲームミュージックを担当する。
登場作品は『パックマン』、『ディグダグ』、『マッピー』、『プロ野球ファミリースタジアム』、『ワープマン』、『バトルシティー』、『ギャラガ』、『ゼビウス』、『ワルキューレの冒険』、『スターラスター』、『ファミリーテニス』、『ファミリージョッキー』、『ドルアーガの塔』、『スカイキッド』、『ギャラクシアン』。
明治・カール
カールおじさんなどが登場。『四代目』のみ。
サルゲッチュ
ピポサルが登場。『四代目』のみ。
ドラゴンクエスト (スライムもりもりドラゴンクエスト2も含む)
登場作品 - AC:7、8、12.5、Wii:2、超ごうか版、新筐体版、+、Wii Uば〜じょん!
スライムなどのモンスターが登場。
X序曲では、魂までゲージをためると各種族のデフォルトキャラクターも登場。新筐体版ではキミドリまではスライムのきせかえが手に入った。
喫茶ア・ソビーナの日常
登場作品 - AC:7～9、アニメスペシャル、六代目、ぽ～たぶる2
喫茶店を経営する謎のケモノ「五十番」と助手的ロボットの「平成とんちき丸」が回転しながら登場。ゲームミュージック、ナムコオリジナル曲に登場。
とんちき丸は回る時はマゲを飛ばしている。2名しか登場しないので3人目以降は、和田テツオ、はなちゃん、おじいちゃんが回転しながら登場する。チビキャラは店のジュースやスパゲッティを持ったすずどんで固定されている。
アイドルマスターシリーズ
登場作品 - AC:7～現在、アニメスペシャル、7代目、DS:2、3、Wii:初代～2代目、ぽ～たぶる:2、DX
天海春香・如月千早をはじめとする765プロ所属アイドルが登場する。曲によって登場キャラやパターンが変わるが、どの曲でも初期のアイドル候補生10人は登場する。
『DS』では「GO MY WAY!!」が収録されているにもかかわらず未登場。『XENOGLOSSIA』の関連主題曲は未収録（キャラクターも未登場）。
アイドルマスター シンデレラガールズ
新筐体版に登場。
島村卯月・渋谷凛・本田未央が踊り子で登場。魂までゲージをためると川島瑞樹・神崎蘭子・多田李衣菜、前川みく・小日向美穂・安部菜々・三村かな子、赤城みりあ・日野茜・高森藍子が登場する。グラフィックは「ぷちデレラ」の流用。
コラボキャンペーンでは、「エンジェル ドリーム」が『スターライトステージ』に移植され、後に逆輸入された。
アイドルマスター ミリオンライブ!
新筐体版に登場。
春日未来・最上静香・伊吹翼が踊り子で登場。魂までゲージをためると所恵美・七尾百合子・箱崎星梨花・望月杏奈・横山奈緒・北沢志保が登場する。
スーパーマリオブラザーズ
登場作品 - AC:8～現在、DS、Wii:初代～決定版
マリオ、ルイージ、クッパ、ピーチなどが登場。『8』以降のAC、『DS』『Wii』に登場。
AC版ではファミコン版準拠のドット絵で登場し、どん・かつの口からでてくるものが魂の代わりにスーパーキノコ・1UPキノコ・スターに、ムラサキver.以降ではノコノコとルイージになる。
『Wii3』『Wii決定版』『超ごうか版』では『New スーパーマリオブラザーズ Wii』版準拠の3Dのマリオたちが登場し、この場合はマリオ、ルイージ、きいろキノピオ、あおキノピオが踊り子、パタパタやクリボーがちびキャラ、魂までゲージをためると、クッパJr.やクッパ7人衆が登場する。
たまごっち
登場作品 - AC:9、14、7代目
まめっち、くちぱっち、めめっち、ふらわっち、いちごっちが登場。『9』『七代目』に登場。
『新筐体版』ではきせかえとして登場し「発明家のたまご」「アイドルのたまご」の称号が手に入った。
『超ごうか版』ではまめっち、ゆめみっちのきぐるみが登場する。
『時空大冒険』DLCと『特盛り！』では、まめっちのきぐるみが登場する。
やわらか戦車
やわらか戦車が多数登場。ACでは『10』で初登場。『11』から『14』まで踊り子で登場。家庭版、新筐体には踊り子として登場しない。
ドラえもん
ドラえもん、のび太、しずか、スネ夫、ジャイアンが踊り子。魂までゲージをためるとミニドラ、ドラミが登場。
『11』『DS2』『Wii』『Wii U2』『PS4』に登場。 『PS4』では「夢をかなえてドラえもん」を選曲するとドラえもん（声 - 水田わさび）とセッションが出来る。
おしりかじり虫
おしりかじり虫、かじりGALSが登場。
『11』以降のAC、『DS2』に登場。「3DS1」「Wii5」では「おしりの山はエベレスト」が収録されているうえにもかかわらず踊り子は未登場。
ゲゲゲの鬼太郎
鬼太郎、目玉おやじなどの鬼太郎ファミリーが登場。『11』『DS2』に登場。
新筐体では、アニメ第6期バージョンの「ゲゲゲの鬼太郎」が収録されているが、踊り子は未登場。
炎神戦隊ゴーオンジャー
『11』『DS2』に登場。
ゴーオンレッド、ゴーオンブルー、ゴーオングリーン、ゴーオンイエロー、ゴーオンブラックが踊り子として登場する。魂までゲージをためると、炎神スピードル、炎神バスオン、炎神ベアールVが登場する。
動物戦隊ジュウオウジャー
新筐体に登場。対象楽曲をプレイすると、ジュウオウイーグルのきせかえが貰える。
みずいろブラッド
みずいろがメールに登場。『DS』『DS2』に登場。また、どんとかつも「みずいろブラッド」に登場している。
コロドラゴン
『コロコロコミック』のイメージキャラ。
『コロコロコミック』で募集した、どんのコスチュームをプレゼントしてくれる。『DS2』『Wii』『Wii2』『DS3』に登場。
フコウモリ
モリリーなどが『11』『DS2』に登場。
YMCK
楽曲「ファミリードンドン」を提供したことによって実現したコラボレーション。
YMCKのメンバーの他、太鼓の達人のキャラクターがドット絵で登場する。『Wii2』『Wii決定版』『DS3』と『13』以降のAC作に登場。
初音ミクほか
『DS3』『14』・新筐体版以降登場。新筐体及びVバージョン以降は上部分の背景が新しく設定される。魂までゲージをためるとVOCALOIDのほかのキャラクター（鏡音リン・レン、巡音ルカ、MEIKO、KAITO）も出現する。
踊る時最初にバチを持ったミクが登場した後、バチを振る左右のピンク、黄色、紫、緑の太鼓の子4人（名称は不明）と共に踊る。最後の緑の太鼓の子はバチではなく長ネギを振っている。初音ミクの曲でも必ず登場する訳ではない。3DS2では専用の曲が収録されているが、踊り子は未登場。
RIP SLYME
『+』アドオン曲・『RS』に登場。赤塚不二夫風キャラクターのメンバー。
ブラバン!甲子園
『+』アドオン曲に登場。『ブラバン!甲子園』とのコラボレーション曲（キャラクターデザインは柏木ハルコ）。
ウルトラ兄弟
『太鼓の達人+』アドオン曲に登場。
パンパカパンツ
『13』に登場。
踊り子では、ミュージックビデオでもしていたお尻を突き出してパンツを見せる動きをしている。
ONE PIECE
新筐体ニジイロver.に登場。
原作コミックスの100巻の裏表紙にあるバーコードをかざすと、四皇百獣のカイドウと対決できる「ワンピースバトル演奏」が登場する。
モンスターハンター
『13』以降のAC作・Wii3代目以降・『+』アドオン曲・『ぽ～たぶるDX』（チャチャは登場せず）・『3DS』に登場。トライGメドレーではカヤンバも登場。
『どんとかつの時空大冒険』ではオトモアイルーを仲間にすることができる。
『ドコドン!ミステリーアドベンチャー』では、ハンターのコインで、モン、ハンを仲間に出来る。
スペランカー
DS2、『+』アドオン曲に登場。
ソニック・ザ・ヘッジホッグ
『+』アドオン曲に登場。
GUMIほか
『ぽーたぶるDX』アドオン曲・『Wii 超ごうか版』・新筐体版・『Wii Uば〜じょん!』・『特盛り』・『Vバージョン』に登場。
魂までゲージをためるとCUL・Lily・神威がくぽ・コスプレをしたどん子・お面小僧・ちょうちんうなぎも出現する。踊る時はミクと同様に左右の太鼓の子4人（名称不明）と共に踊る。GUMIの楽曲の場合、最後の緑の太鼓の子はバチではなく人参を振っている。「マトリョシカ」は初音ミク＆GUMIなので踊り子が初音ミクになることもある（『ぽーたぶるDX』を除く）。
3DS2では「マトリョシカ」が収録されているが踊り子は未登場。
IA
『ぽーたぶるDX』アドオン曲・『Wii 超ごうか版』・新筐体版・『Wii Uば〜じょん!』・『特盛り』に登場。
魂までゲージをためるとゲーム内のキャラクターがサイリウムを持って出現する。踊る時は左右の太鼓の子4人（名称不明）と共に踊る。
3DS2では「六兆年と一夜物語」が収録されているが踊り子は未登場。
百獣大戦グレートアニマルカイザー
『Wii 超ごうか版』・新筐体版に登場。
ゴールデンボンバー
『ぽーたぶるDX』アドオン曲・新筐体版・『Wii Uば〜じょん!』に登場。
「女々しくて」より、サビ部分の通称「窓拭き」を踊っている。魂までゲージをためると、ゲーム内のキャラクターが樽美酒研二の顔を模したお面を付けて登場するが、これは第63回NHK紅白歌合戦で観客が樽美酒研二のお面を付けて会場を白く染めたことに由来する。テツオのシャツ、かめの前掛けに金の爆弾のマークが入っている。メンバーが4人のため、最初に登場する中央の踊り子は「ゴールデンボンバー」の看板を掲げたどんちゃんが務めている。
アイカツ!
新筐体版に登場。星宮いちご、大空あかりのきせかえが登場。
パズル&ドラゴンズ（パズドラZ、パズドラクロスも含む）
『+』アドオン曲・新筐体版・『ミステリーアドベンチャー』に登場。
ゲージがクリアラインまで達すると、ブロックが消えるエフェクトが発生する。
『ミステリーアドベンチャー』のDLCでは、タマゾーを仲間にできる。
ももいろクローバーZ
新筐体版・『Wii Uば〜じょん!』・『+』アドオン曲に登場。
「ももいろ太鼓どどんが節」は本作とのコラボレーション楽曲。魂までゲージをためると、キャラクターがそれぞれのイメージカラーの法被を着て登場する。
妖怪ウォッチ
新筐体版・『どんとかつの時空大冒険』に登場。ジバニャン・天野ケータ・木霊フミカ・ウィスパー・コマさんが登場。『人生ドラマチック』などのシーズン2からの曲はフミちゃん、コマさんに代わり、USAピョン、未空イナホが登場する。
ゲージがノルマクリアの位置になるとコンビニから上の上空の背景に移動する。最大の魂までゲージをためるとバクロ婆・ひも爺・ノガッパ・わすれん帽・ツチノコ・ネガティブーンも出現する。ジバニャン、コマさん、USAピョンのきせかえが登場。
『どんとかつの時空大冒険』『ドコドン!ミステリーアドベンチャー』ではジバニャンを仲間にできる。
東方Project
新筐体版に登場。
踊り子はスタート時には博麗霊夢（画面中央）のみ登場、霧雨魔理沙（霊夢の画面左隣）、十六夜咲夜（霊夢の右隣）、アリス・マーガトロイド（魔理沙の左隣）、レミリア・スカーレット（咲夜の右隣）の順に登場し、魂までゲージをためると画面左下に東風谷早苗・古明地さとり・古明地こいし、画面右下に魂魄妖夢・西行寺幽々子・八雲紫も登場する。霊夢・魔理沙についてはきせかえも登場。ニコニコ超会議3先行して登場している。また、霊夢・魔理沙・咲夜・アリス・レミリアのぷちキャラも（隠しキャラ2人含めて）登録された。博麗神社例大祭12にて霊夢のぷちキャラが先行して登場する。
『ドコドン!ミステリーアドベンチャー』では、東方のコインで、博麗霊夢、霧雨魔理沙、十六夜咲夜を仲間にできる。
くまモン
『Wii Uばーじょん』・『どんとかつの時空大冒険』・『特盛り』・新筐体版に登場。くまモンの着せ替えもある。
踊る時は左右の太鼓の子4人（名称不明）と共に踊る。通常背景は熊本城だが、ゲージがクリアラインに達すると背景が熊本県になる。
ふなっしー
『どんとかつの時空大冒険』・『特盛り』・新筐体版に登場。独特な口調も再現されている。
踊る時は左右の太鼓の子4人（名称不明）と共に踊る。3DS2では仲間にできる。『時空大冒険』・新筐体版ではふなっしーの音色が登場している。
暗殺教室
『iOS』、新筐体ムラサキVer.に登場。
イエローVer.の2018年11月30日まではバナパスポートでプレイすると殺せんせーの衣装がもらえた。
小林幸子
新筐体版・『特盛り』・『+』に登場。
踊る時は左右の太鼓の子4人（名称不明）と共に踊るが、ゲージがクリアラインに達すると豪華衣装になり、なおかつ左右の太鼓の踊り子がいなくなる。Vバージョンには登場しない。
日本エレキテル連合
新筐体版・『Vバージョン』に登場。
新筐体版では2015年4月28日から8月31日までバナパスポートを使って遊ぶと、音色、着せ替えが貰える。
和楽器バンド
『Vバージョン』に登場。
μ's
新筐体ホワイトVer.に登場。高坂穂乃果・南ことり・園田海未が登場。
魂までゲージをためると画面左下に西木野真姫・小泉花陽・星空凛、画面右下に矢澤にこ・絢瀬絵里・東條希も登場する。また、キャンペーンによりぷちキャラの配布も行われた。踊り子の衣装は「僕らは今のなかで」に準拠し、ぷちキャラの衣装は練習着に準拠している。
星のカービィシリーズ
『ミステリーアドベンチャー』、新筐体レッドVer.に登場。
『ミステリーアドベンチャー』では、星のコインでカービィ、デデデ大王を仲間にできる。
新筐体版ではバナパスポートでプレイすると、「星のカービィメドレー」ではカービィの衣装が、「メタナイトの逆襲メドレー」ではメタナイトの衣装がもらえる。
ぐでたま
新筐体グリーンver.に登場。
期間限定でコラボイベントが開催され、踊り子も専用仕様になっていた。
刀剣乱舞 -花丸-
新筐体イエローVer.に登場。へし切長谷部・大和守安定・加州清光が登場。
ゼルダの伝説シリーズ
新筐体イエローVer.に登場。バナパスポートでプレイするとリンクの衣装がもらえる。
A3!
新筐体イエローVer.に登場。
三島平八
声 - 石塚運昇
『セッションでドドンがドン！』に登場。
ハローキティ
声 - 林原めぐみ(スタッフロールには記載なし)
『セッションでドドンがドン！』に登場。「ハローキティ」を選曲すると、セッションできる。
怪盗ジョーカー
『Wii U3』に登場。
Wii U3では着せ替えが貰えるほか、『ともだち大作戦！』ではロコがかつの友達として登場する。
カピバラさん
『Wii U3』に登場。
『ともだち大作戦！』で、かつの友達として登場する。
おじぱん
『Wii U3』に登場。
『ともだち大作戦！』で、かつの友達として登場する。
オレ様キングダム
『決定版』に登場。
本作のアニメ版主題歌である「モノローグ」をプレイすると、主人公である野々原ののからメールが貰える。
ウサビッチ
『決定版』に登場。
作中のBGMを繋ぎ合わせた「ウサビッチ・メドレー 〜太鼓の時間〜」をプレイすると、ウサビッチからメールが貰える。(メールを代筆しているのはプーチン)
ピラメキーノ
『Wii3』に登場。
「ピラメキたいそう 太鼓でメタボやっつけろ！の巻」で専用踊り子が登場。
ピラメキパンダ、ピヨッ太、ミスター・フジヤマ、番組の衣装を着た和田テツオとはなちゃんが登場する。
かみさまみならい ヒミツのここたま
『ミステリーアドベンチャー』に登場。
いろえんぴつのコインでラキたまを仲間にできる。
逆転裁判
『ミステリーアドベンチャー』に登場。
『ミステリーアドベンチャー』では、成歩堂龍一を仲間にできる。
斉木楠雄のΨ難
『ミステリーアドベンチャー』のDLCに登場。
『ミステリーアドベンチャー』で、斉木楠雄を仲間にできる。
新幹線変形ロボ シンカリオン
『switchば〜じょん！』の期間限定無料DLCで登場。
シンカリオンE5はやぶさが、演奏キャラクターとして登場する。
『ドンダフルフェスティバル』の太鼓ミュージックパスにも「進化理論」が収録されているが、こちらには登場しない。
ネコ・トモ
『switchば〜じょん！』に登場。
無料DLCで、ネココとトモモが演奏キャラクターとして登場する。
ニンジャボックス
『switchば〜じょん！』に登場。
無料DLCで、トンカチが演奏キャラクターとして登場する。
シン・ジャパン・ヒーローズ・ユニバース
『ドンダフルフェスティバル』DLCに登場。
高橋洋子の楽曲「罪と罰 祈らざる者よ」をプレイすると、踊り子としてウルトラマン、仮面ライダー、ゴジラ、エヴァンゲリオン初号機が登場する。

## 他作品へのゲスト出演
- THE IDOLM@STER シリーズ - 「Xbox 360版」・「SP」・「2」の3作ではどん・かつをテーマにしたアクセサリが登場し、それをアイドル候補生達に付けることができる。「SHINY FESTA」ではある曲のミュージッククリップで本作のキャラクターが登場する。
- ことばのパズル もじぴったんシリーズ - PS2版・ニンテンドーDS版にどんとかつが、PSP版・Wii版にどんが登場。
- クロノアヒーローズ 伝説のスターメダル - どん、かつ、バチお先生が登場。サブイベントで出現する。
- ケロロRPG 騎士と武者と伝説の海賊 - サポートキャラクターとして、どんが登場する。
- テイルズ オブ ザ ワールド なりきりダンジョン3 - ゲーム内にどんとかつが登場。戦闘時には『ゼノサーガ』の登場キャラクター・KOS-MOSと一緒にして、同作品のミニゲームもできる。
- みずいろブラッド - ゲーム内にどんとかつがゲストとして登場。
- 湾岸ミッドナイト MAXIMUM TUNE - 『2』・『3DX』・『3DX+』に、どん・かつ・どん子・お面小僧が登場し、『湾岸ミッドナイト』のパロディを行う。
- 龍が如く5 夢、叶えし者 - ゲーム内の神室町クラブセガのクレーンゲームの景品にもどんのぬいぐるみが登場する。
- パズル&ドラゴンズ - 『+』400万件ダウンロードを機に期間限定で、最新版1.8.0でダンジョンモードのボス出現時に流れる「パズル&ドラゴンズ（ボス曲）」が無料でプレイでき、「パズル&ドラゴンズ」側ではバージョン3.0で「太鼓の達人 コラボ」ダンジョンがプレイできるコラボが実施された。
- テイルズ オブ ヴェスペリア - 作中の「嗜好の楽天地 ナム孤島」における「ナム孤島学園祭」にて、校庭の中心に置かれている和太鼓にどんのイラストが描かれている。
- テイルズ オブ グレイセス - 作中の「ねこにんの村」にて、左側にどんとかつのぬいぐるみが置いてある。
- プロ野球ファミリースタジアム - 『2006』『オンライン』『2011』などに「和田どん」という名前で登録されている選手が登場。『クライマックス』では「和田どん」に加え、「立つドン」という名前で登録されている選手も登場。
- マリオカート アーケードグランプリ - 『DX』から、「どんちゃん」が参戦。ハンドリングやアイテムを操作するため、4足ではなく2足になった。
- 妖怪ウォッチ2 元祖/本家、3スシ/テンプラ - どんが妖怪として登場している。種族はポカポカ族。
- 大乱闘スマッシュブラザーズ for Nintendo 3DS / Wii U - パックマンの上アピール「ナムコうらない」を行うと、どんがランダムで登場する。
- リッジレーサー7 - あるコースのオブジェクトである飛行機の1つに太鼓の達人の絵が描かれている
- ぷよぷよ! Puyopuyo 15th anniversary（Android版） - どんがぷよとして登場している。
- しんぐんデストロ〜イ! - コラボイベントにてどんをモチーフにした戦車が登場。また、どんが大昔に町を怪獣から救ったとされる。
- 行列のできる法律相談所 - ミニゲームに「紳助の行列のできる太鼓の達人!」があり、原作通りのレイアウトであるため、どんも登場する。
- ネコ・トモ - アップデート版である『スマイルましまし』で、ネココとトモモを『どんちゃんカラー』『かっちゃんカラー』にすることがする事ができる。
- 斉木楠雄のΨ難 史上最大のΨ難!? - ゲーム内で斉木楠雄に装備できる衣装に、どんに関連した衣装がある。
- でんぢゃらすじーさんと1000人のお友だち邪 - ゲーム内のお友達として、どんが登場する。
- ぐるぐるたまごっち！ - ゲーム公式サイトに掲載されているパスワードを入力すると、どんとかつをあしらった衣装が貰える。
- テイコウペンギン - 2022年に、アニメば〜じょん！とのコラボ回がyoutubeにて公開された。
- 混血のカレコレ - 2022年に、アニメば〜じょん！とのコラボ回がyoutubeにて公開された。